# Merseburg

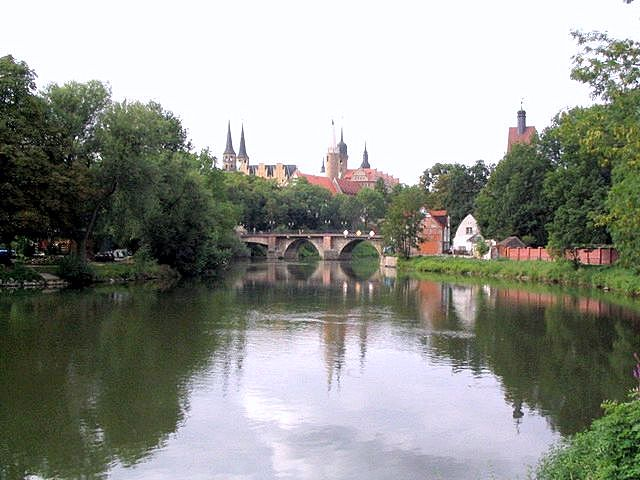
Dom und Schloss

Merseburg ist eine Dom- und Hochschulstadt an der Saale im südlichen Sachsen-Anhalt. Die Mittelstadt ist Verwaltungssitz des Saalekreises und Bestandteil des länderübergreifenden Ballungsraums der Großstädte Leipzig und Halle. In der maßgeblich von diesen beiden Oberzentren geprägten Metropolregion Mitteldeutschland fungiert Merseburg als Mittelzentrum. Unmittelbar an Merseburg grenzen die Chemiestandorte Schkopau (Buna) und Leuna.
Merseburg, eine der ältesten Städte im mitteldeutschen Raum, wurde im 10. Jahrhundert zur Königspfalz erhoben. Die Ersterwähnung im 9. Jahrhundert als „Mersiburc civitas“ weist auf eine bereits vorhandene befestigte Ansiedlung hin. Tatsächlich lassen sich seit der Jungsteinzeit anhaltende Besiedelungen nachweisen. Von Beginn an durch die Gründung des Bistums Merseburg im Jahre 968 durch König Otto I. bis zur Reformationszeit war Merseburg ein bedeutendes religiöses Zentrum. Von 1656 bis 1738 war Merseburg Residenzstadt der Herzöge von Sachsen-Merseburg und von 1815 bis 1933 Hauptstadt des gleichnamigen Regierungsbezirkes der preußischen Provinz Sachsen.
Merseburg ist Fund- und Aufbewahrungsort der aus dem 9./10. Jahrhundert stammenden Merseburger Zaubersprüche.

## Geografie

### Lage
Merseburg liegt am östlichen Rand der Querfurter Platte überwiegend am linken Ufer der Saale, in die im Stadtgebiet die Geisel mündet. Nach Osten erstreckt sich die Leipziger Tieflandsbucht.
Die Stadt bildet das Tor zur schlösser- und burgenreichen Region des Saale-Unstrut-Tales. Nordöstlich grenzt Merseburg an die Saale-Elster-Aue, südwestlich an die Region Unteres Geiseltal.

### Stadtgliederung

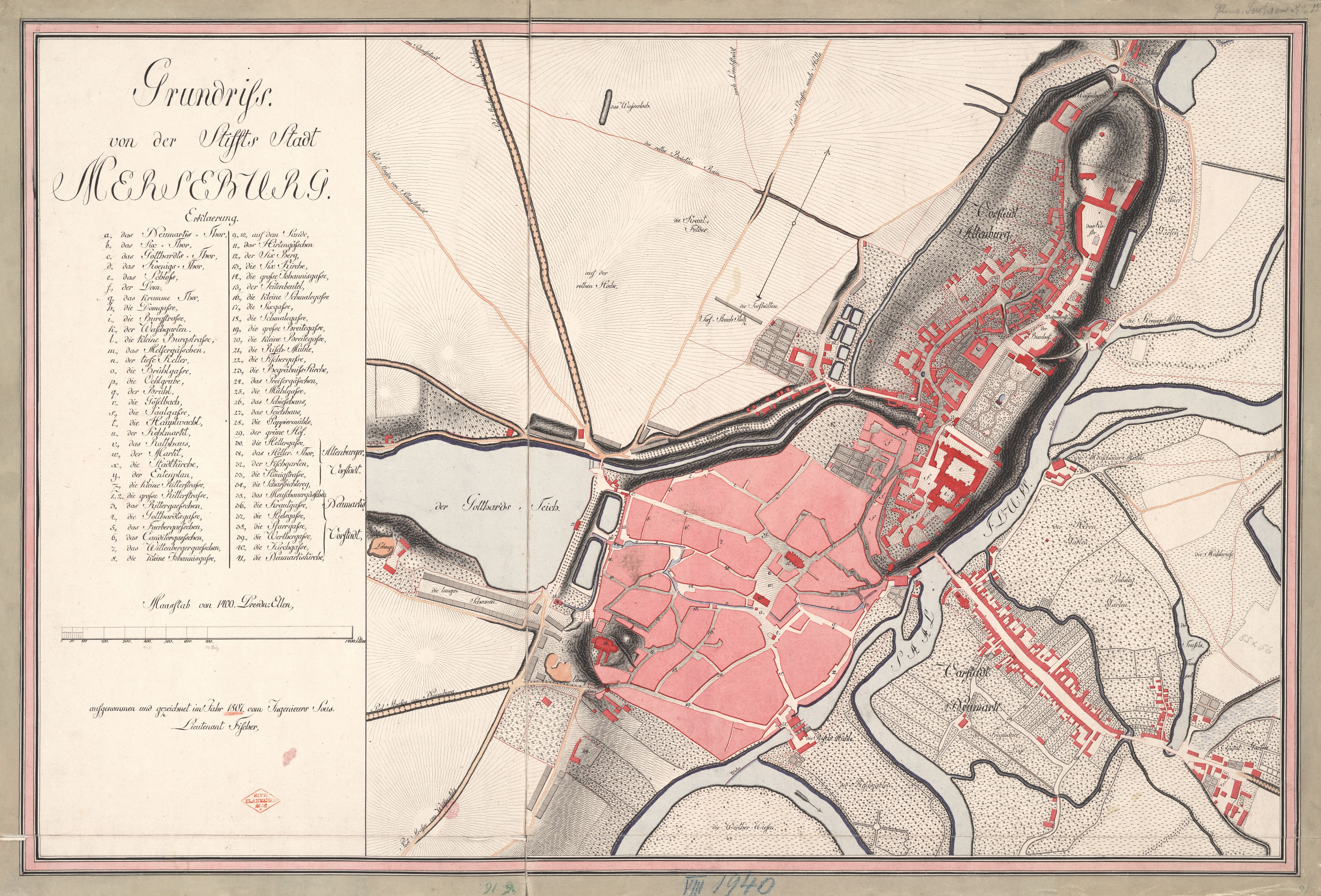
Grundriss Merseburgs von 1807 mit den 1832 eingemeindeten Vorstädten

Zum Stadtgebiet gehören die in der folgenden Tabelle dargestellten rechtlichen Ortschaften mit ihren Ortsteilen.
| Ortschaft         | Ortsteile | Die Ortschaften von Merseburg (anklickbare Karte) |
| ----------------- | --- | ------------------------------------------------- |
| Beuna (Geiseltal) | Niederbeuna, Oberbeuna                                                                                                | Die Ortschaften von Merseburg (anklickbare Karte) |
| Geusa             | Atzendorf, Blösien, Geusa, Zscherben                                                                                  | Die Ortschaften von Merseburg (anklickbare Karte) |
| Merseburg         | Altenburg (Vorstadt), Annemariental, Elisabethhöhe, Freiimfelde, Merseburg, Neumarkt (Vorstadt), Gut Werder, Venenien | Die Ortschaften von Merseburg (anklickbare Karte) |
| Kötzschen         | Kötzschen | Die Ortschaften von Merseburg (anklickbare Karte) |
| Meuschau          | Meuschau | Die Ortschaften von Merseburg (anklickbare Karte) |
| Trebnitz          | Trebnitz | Die Ortschaften von Merseburg (anklickbare Karte) |

Eingemeindungen
| Ehemalige Gemeinde   | Datum      | Anmerkung                                |
| -------------------- | ---------- | ---------------------------------------- |
| Altenburg (Vorstadt) | 1832       | Eingemeindung nach Merseburg             |
| Atzendorf            | 01.07.1950 | Eingemeindung nach Geusa                 |
| Beuna (Geiseltal)    | 01.01.2009 | Eingemeindung nach Merseburg             |
| Blösien              | 01.07.1950 | Eingemeindung nach Geusa                 |
| Geusa                | 01.01.2010 | Eingemeindung nach Merseburg             |
| Kötzschen            | 01.07.1950 | Eingemeindung nach Merseburg             |
| Meuschau             | 30.05.1994 | Eingemeindung nach Merseburg             |
| Neumarkt (Vorstadt)  | 1832       | Eingemeindung nach Merseburg             |
| Niederbeuna          | 01.04.1934 | Zusammenschluss mit Oberbeuna zu Beuna   |
| Oberbeuna            | 01.04.1934 | Zusammenschluss mit Niederbeuna zu Beuna |
| Trebnitz             | 01.01.2003 | Umgemeindung von Kreypau nach Merseburg  |
| Venenien             | 01.01.1949 | Eingemeindung nach Merseburg             |
| Zscherben            | 01.07.1950 | Eingemeindung nach Geusa                 |

### Nachbargemeinden
Angrenzende Gemeinden von Merseburg sind Schkopau im Norden, Leuna im Süden sowie Braunsbedra und Bad Lauchstädt im Westen. Der Ort Schkopau grenzt nördlich an Merseburg, die Stadt Leuna südlich. Infolge von Eingemeindungen grenzen Ortsteile von Schkopau und Leuna im Osten an Merseburg.

## Namensdeutung
Seit Thietmar von Merseburg bis in die Zeit der Renaissance wurde der Name der Stadt vom römischen Kriegsgott Mars abgeleitet, wonach der Ort von römischen Soldaten gegründet worden sein soll.
Das erste Glied des Stadtnamens ist mehrdeutig. Zum Beispiel kommen in Frage: altsächsisch meri und germanisch mari für stehendes Gewässer, wässriges Gelände oder Sumpf. Ferner wäre auch die Reduktion eines germanischen Personennamens mit zwei Gliedern wie Merifrid, Merowig, Meriswid oder Meriswind oder die Kurzform Marso denkbar. Letztendlich ist auch der Name einer Stammesgruppe wie Marsi, Marsaki oder Marsingi nicht auszuschließen, denn Merseburg lag im Friesenfeld und die ursprüngliche Besiedlung durch Splittergruppen von der Nordseeküste ist durchaus möglich.
Die Deutung des Stadtnamens aus slawischen Sprachmitteln, wie zum Beispiel Mezibor (‚Grenzland‘), hat keine ausreichende Grundlage und wird von Sprachforschern abgelehnt.

## Geschichte

### Vorgeschichte/Altertum
Bereits in vorgeschichtlicher Zeit ist eine erste Besiedlung im Bereich des heutigen Merseburgs nachweisbar. Im Kulturhistorisches Museum Schloss Merseburg finden sich Funde aus den Gräbern der Band- und Schnurkeramik, der Bronzezeit, der ausgehenden Hallstattzeit, der römischen Kaiserzeit, der Völkerwanderungszeit sowie von Siedlungen der Elbslawen.

### Mittelalter

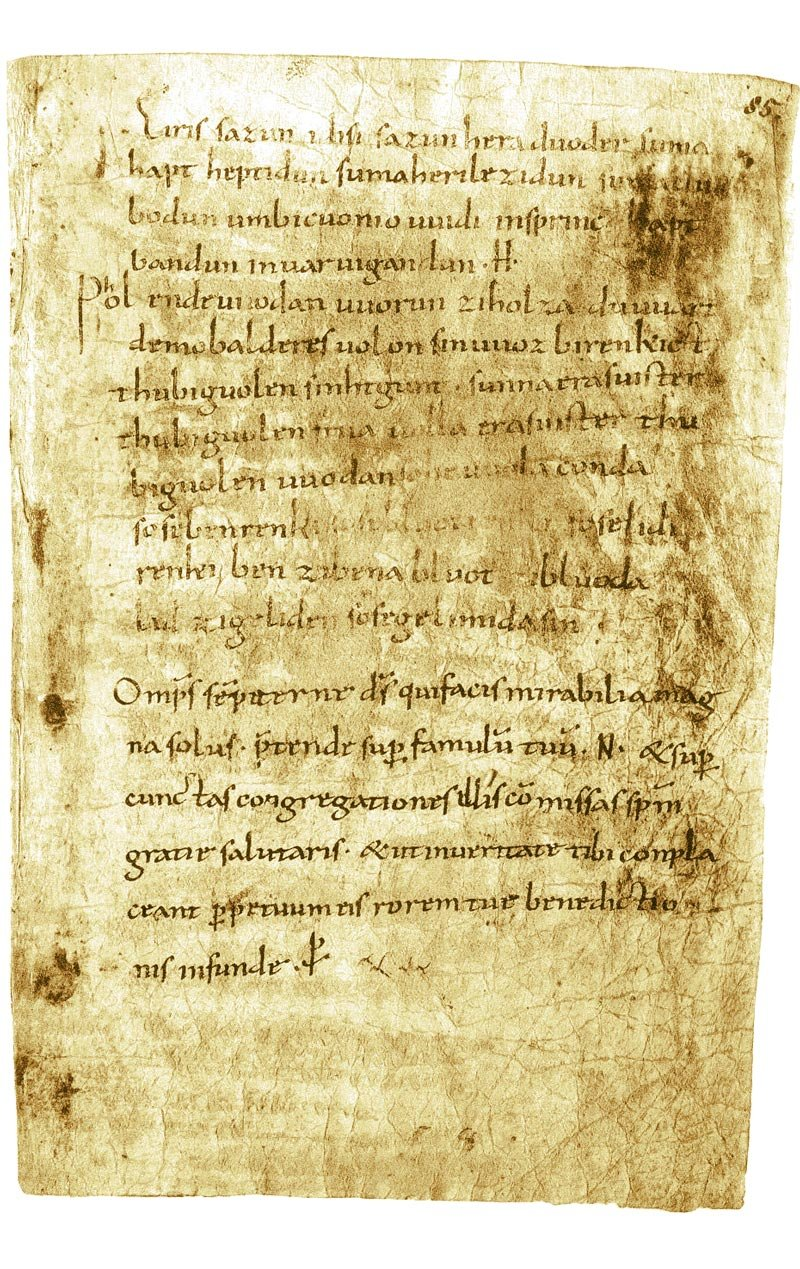
Merseburger Zaubersprüche

Die erste schriftliche Erwähnung Merseburgs erfolgte in den Jahren 881/899 im Hersfelder Zehntverzeichnis als mersiburc civitas.
Bereits im 9. Jahrhundert gab es eine jüdische Gemeinde. Nach 919 wurde der Ort von König Heinrich I. zu einer Pfalz ausgebaut. Heinrich hatte die Tochter des Merseburger Grafen Erwin geheiratet, so dass der Ort in die Herrschaft des sächsischen Herrschaftshauses gelangte. Er verstärkte die Befestigungsanlagen auf dem Burgberg und ließ nach seinem Sieg gegen die Ungarn bei Riade den Speisesaal mit Fresken ausschmücken. Zugleich siedelte er als Verstärkung in der Vorburg eine aus verschonten Dieben und Räubern zusammengewürfelte Truppe an, die sogenannte „Merseburger Schar“ (legio Mesaburiorum).
Im Jahr 955 gelobte König Otto I., nachdem er in der Schlacht auf dem Lechfeld die Ungarn endgültig geschlagen hatte, ein Bistum zu gründen. Nach der Synode von Ravenna 967 kam es 968 auf Betreiben Otto I. zur Gründung des Erzbistums Magdeburg mit den Suffraganbistümern Zeitz, Meißen und dem Bistum Merseburg. Die Gebiete dafür musste das bereits länger bestehende Bistum Halberstadt abgeben.
Merseburg lag zuvor an der Grenze des Hassegaus.
Das Bistum wurde 981 bereits wieder aufgelöst und erst 1004 von König Heinrich II. erneut gegründet. Bis zur Reformationszeit sollte Merseburg nun Bischofssitz und ein bedeutendes religiöses Zentrum an der östlichen Grenze Deutschlands bleiben. Das Bistum war flächenmäßig eines der kleinsten deutschen Bistümer und umfasste den Süden des heutigen Sachsen-Anhalt sowie Teile des heutigen Freistaates Sachsen. Auch die Stadt Leipzig gehörte zum Bistum, wodurch der jeweilige Bischof als Kanzler der Leipziger Universität fungierte. Das Siegel der Universität beinhaltet noch heute die beiden Merseburger Dompatrone St. Johannes und St. Laurentius. Im 11. Jahrhundert wurde auf dem Domhügel außerdem ein Bischofspalast errichtet.
Am Ende des Mittelalters umfasste es als Mittelpunkt des Hochstiftes Merseburg rund 310 Pfarr- und Filialkirchen und war im Laufe der Jahre Residenz von 43 Bischöfen.

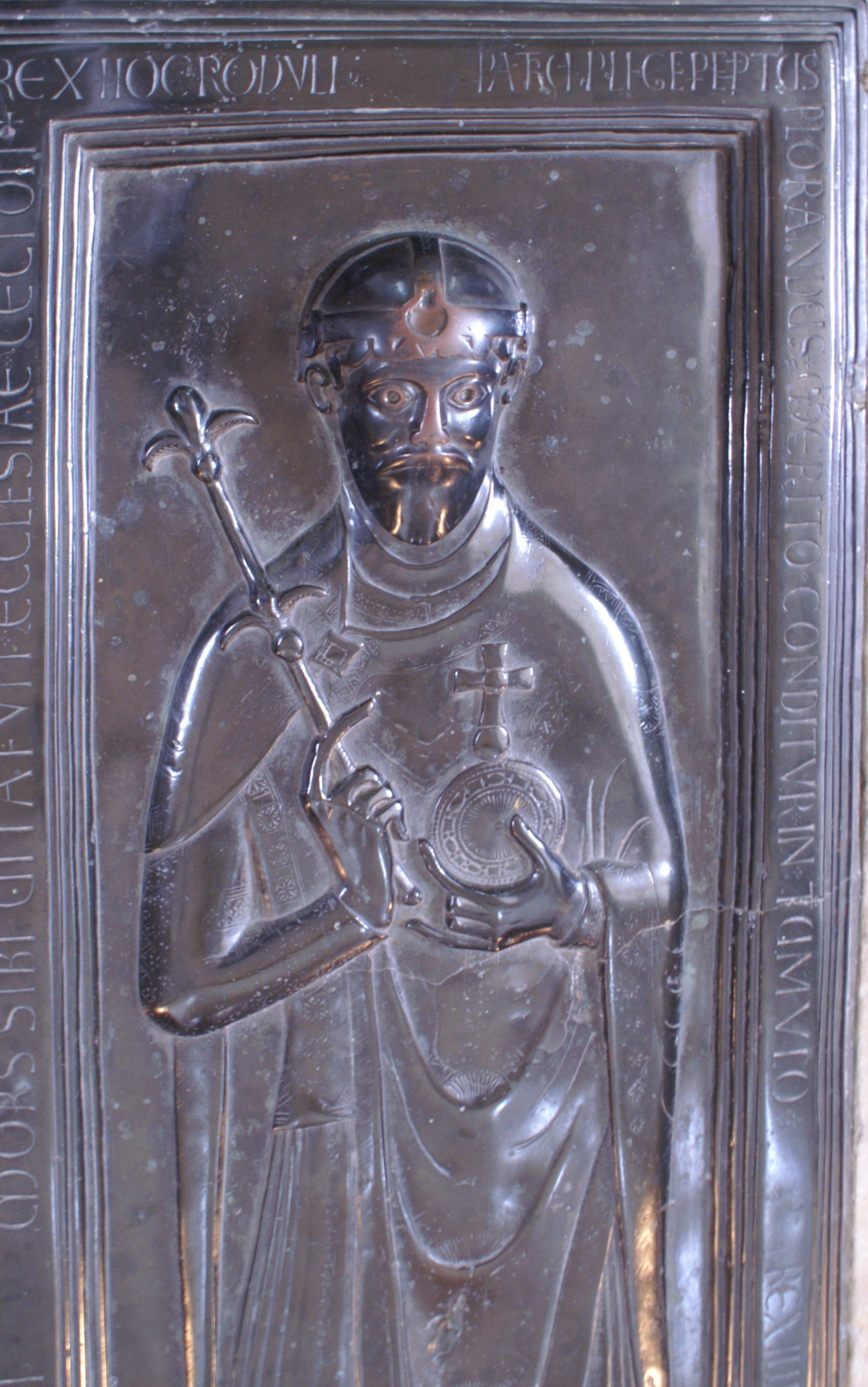
Grabplatte Rudolfs von Rheinfelden im Dom, die älteste Bronzegrabplatte Mitteleuropas

1012 wurde erstmals ein Benediktinerkloster in Merseburg erwähnt. Ab 1015 wurde als Ersatz für eine ältere Johanneskirche der Dom St. Johannes der Täufer und Laurentius errichtet und am 1. Oktober 1021 in Anwesenheit von Kaiser Heinrich II. und seiner Gemahlin Kunigunde festlich geweiht. Merseburg blieb bevorzugter Pfalzort für Heinrich II. und sein Gefolge.
Im Jahr 1188 wurde der sich östlich der Saale etablierte Markt Richtung Leipzig durch Urkunde von Kaiser Friedrich I. Barbarossa bestätigt. Darin wird auch die Neumarktkirche erstmals bezeugt. Zu diesem Zeitpunkt existierte hier bereits die erste Saalebrücke. Inzwischen hatte Merseburg als Handelsort bereits einen weitreichenden Einfluss, von dem beispielsweise die Benennung der Brama Merseburska (Merseburger Tor) im 490 Kilometer entfernten westpreußischen Kulm zeugt. In den Jahren 1218/19 wurde der Markt am linken Saaleufer durch eine Stadtmauer geschützt, die sich an die bereits befestigte Domfreiheit anschloss. 1289 wurde erstmals eine bürgerliche Selbstverwaltung der Stadt erwähnt, auf dem Siegel einer Urkunde erscheint das Wappen der Stadt. 1323 zerstörte der erste von sechs schweren Stadtbränden große Teile der Stadt.
1428 trat Merseburg gemeinsam mit anderen Städten und gegen den Widerstand der Bischöfe der Hanse bei, der es bis mindestens 1604 angehören sollte. Um 1470 wurde das dreiflügelige Schloss (den vierten Flügel bildet der Dom) im spätgotischen Stil neu errichtet. Bereits 1473 befand sich in Merseburg die erste Druckerei.
Im 15. Jahrhundert ließ Bischof Thilo von Trotha (1466–1514) die dreiflügelige Schlossanlage neu gestalten. Bei der Leipziger Teilung im Jahr 1485 wurde Merseburg dem Albertinischen Herzogtum Sachsen zugeschlagen.

### Neuzeit

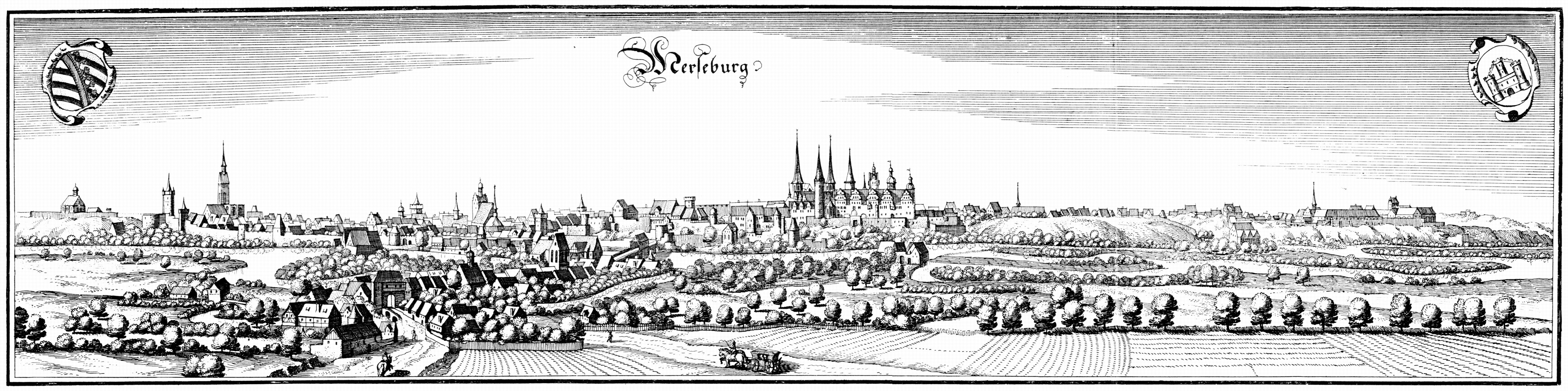
Stadtansicht um 1650

Merseburg um 1700

Im Laufe der Reformationszeit und der beginnenden Bauernkriege verfassten die Merseburger Bürger und Bauern die 16 Merseburger Artikel, in denen sie sich gegen die ständig neuen Dienste und Abgaben (Steuern für Wasser, Holz, Weideland, Acker, Abgabe von Kleinvieh, zahlreiche Bußgelder u. a.) wandten. Am 3. Mai 1525 musste Bischof Adolf infolge von Unruhen nach Leipzig fliehen. Am 8. Mai versuchten die Aufständischen, die Domfreiheit zu stürmen. Nach Verurteilung in Gerichtsverhandlungen im Juni wurden am 10. Juni 1525 vier Bürger und vier Bauern auf dem Merseburger Markt enthauptet.
In den Jahren 1510 und 1537 fanden am Dom nochmals größere Umbaumaßnahmen statt.
Am 1. Juli 1543 hielt Lic. Laurentius Reynhard die erste evangelische Predigt in der Stadtkirche St. Maximi und die Reformation begann sich durchzusetzen. Anfang August 1545 predigte Martin Luther dreimal im Merseburger Dom und ordinierte Georg III. zum Koadjutor und damit geistlichen Nachfolger des bisherigen katholischen Bischofs. Durch die Niederlage der Evangelischen im Schmalkaldischen Krieg wurde Merseburg auf kurze Zeit erneut katholisch. Nach dem Tod des letzten katholischen Bischofs Michael Helding im Jahr 1561 setzte sich die Reformation endgültig durch. Das Benediktinerkloster wurde aufgelöst und teilweise abgerissen. Im Jahr 1575 wurde auf Grundlage der alten Domschule das Domgymnasium Merseburg gegründet. Das Territorium des Hochstifts wurde säkularisiert und kam 1565 in den Besitz der Kurfürsten von Sachsen. Im selben Jahr war bereits der elfjährige Alexander von Sachsen gestorben, der das Bistum Merseburg seit dem Tod des letzten Bischofs als Administrator nominell verwaltet hatte. Bis zum Beginn des 18. Jahrhunderts blieb allerdings eine eigene Stiftsregierung. Weiterhin war Merseburg der Hauptort des hochstiftlich-merseburgischen Amts Merseburg. Von 1605 bis 1608 erfolgten tiefgreifende Um- und Erweiterungsbauten am Schloss.
Von 1621 bis 1622 hatte Merseburg eine Kippermünzstätte, in der unter Münzmeister Georg Sömmerling Interimsmünzen geschlagen wurden. Das waren Kippermünzen vom Kipper-Drei-Pfennig-Stück bis hin zum sogenannten Kippertaler zu 60 Groschen.
Von 1656 bis 1738 war Merseburg Residenzstadt der Herzöge von Sachsen-Merseburg. Diese Zeit war mit reger Bautätigkeit und kulturellem Aufschwung für die Stadt verbunden. Nach Erlöschen der Herzogslinie fiel Merseburg wieder an Kursachsen, dem es bis 1815 angehörte.

### 19. Jahrhundert

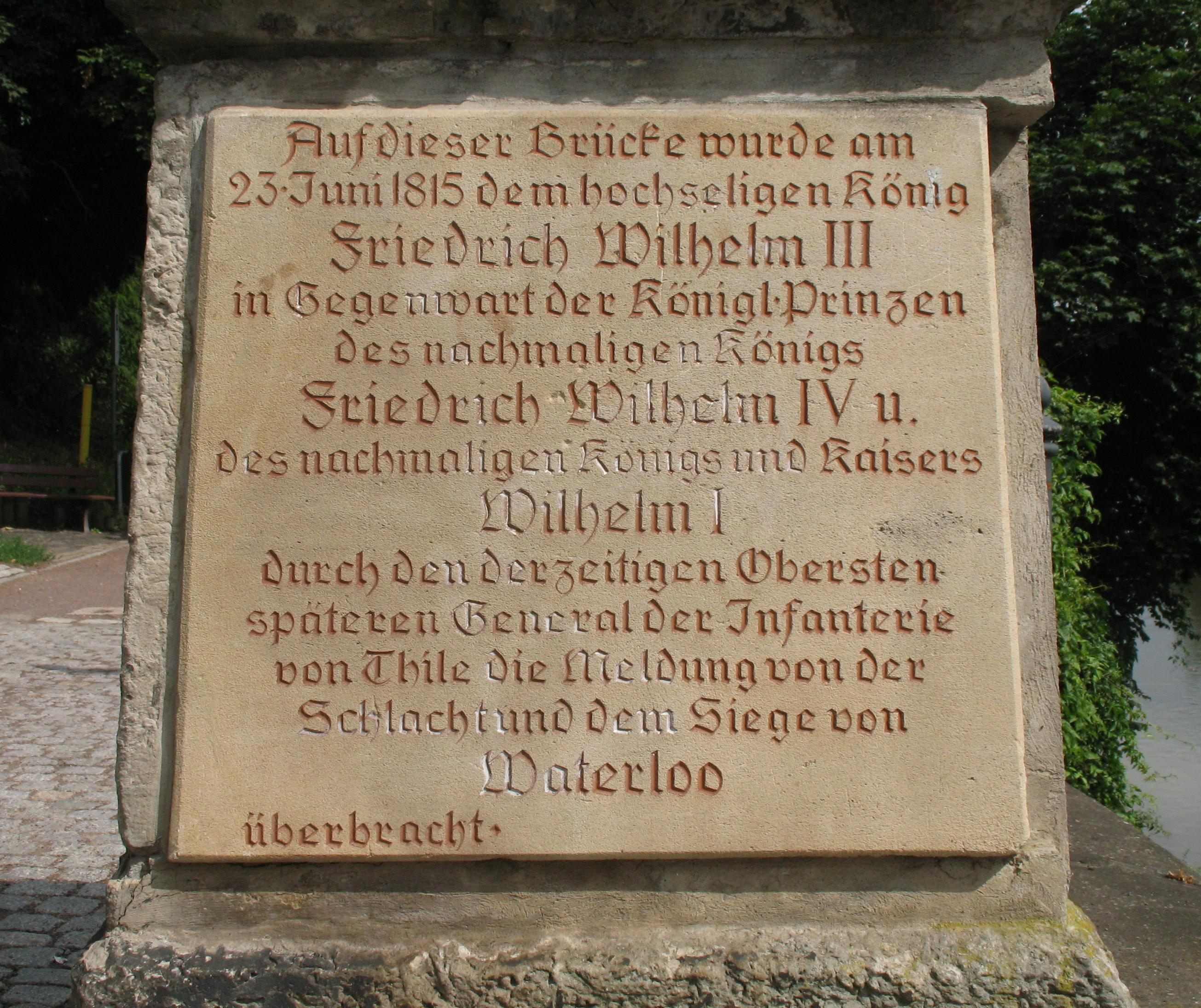
Waterloo-Gedenktafel an der Neumarktbrücke

Nach dem Wiener Kongress 1815 wurde Merseburg bis 1945 zur Hauptstadt des preußischen Regierungsbezirkes Merseburg und des Kreises Merseburg in der Provinz Sachsen. Der Provinzialständetag, das Parlament der Provinz Sachsen, trat 1825 erstmals im Merseburger Schlossgartensalon zusammen. 1895 tagte der Provinzialausschuss dann erstmals im Plenarsaal des neu errichteten Merseburger Ständehauses.
1832 wurden die Vorstädte Altenburg und Neumarkt mit dem Dombezirk und der inneren Stadt zusammengeschlossen.
Im Jahr 1841 wurden in der Merseburger Domstiftsbibliothek die Merseburger Zaubersprüche entdeckt.
Im Jahr 1846 erfolgte der Bahnanschluss der Stadt an die Bahnstrecke Halle–Naumburg.

### 1900–1945
1909 eröffnete ein neues Stadtkrankenhaus seine Pforten, an dessen Stelle heute ein Teil des Klinikums Carl-von-Basedow steht.
1916 wurde südlich der Stadt mit dem Bau der Ammoniakwerke Merseburg begonnen, dem späteren Leunawerk. In den Jahren 1936/37 folgten die Buna-Werke im Nachbarort Schkopau. 1921 schied Merseburg aus dem Kreis Merseburg aus und bildete einen eigenen Stadtkreis.
1935 wurde westlich der Stadt ein Militärflugplatz in Betrieb genommen und dort eine Fliegergarnison stationiert.

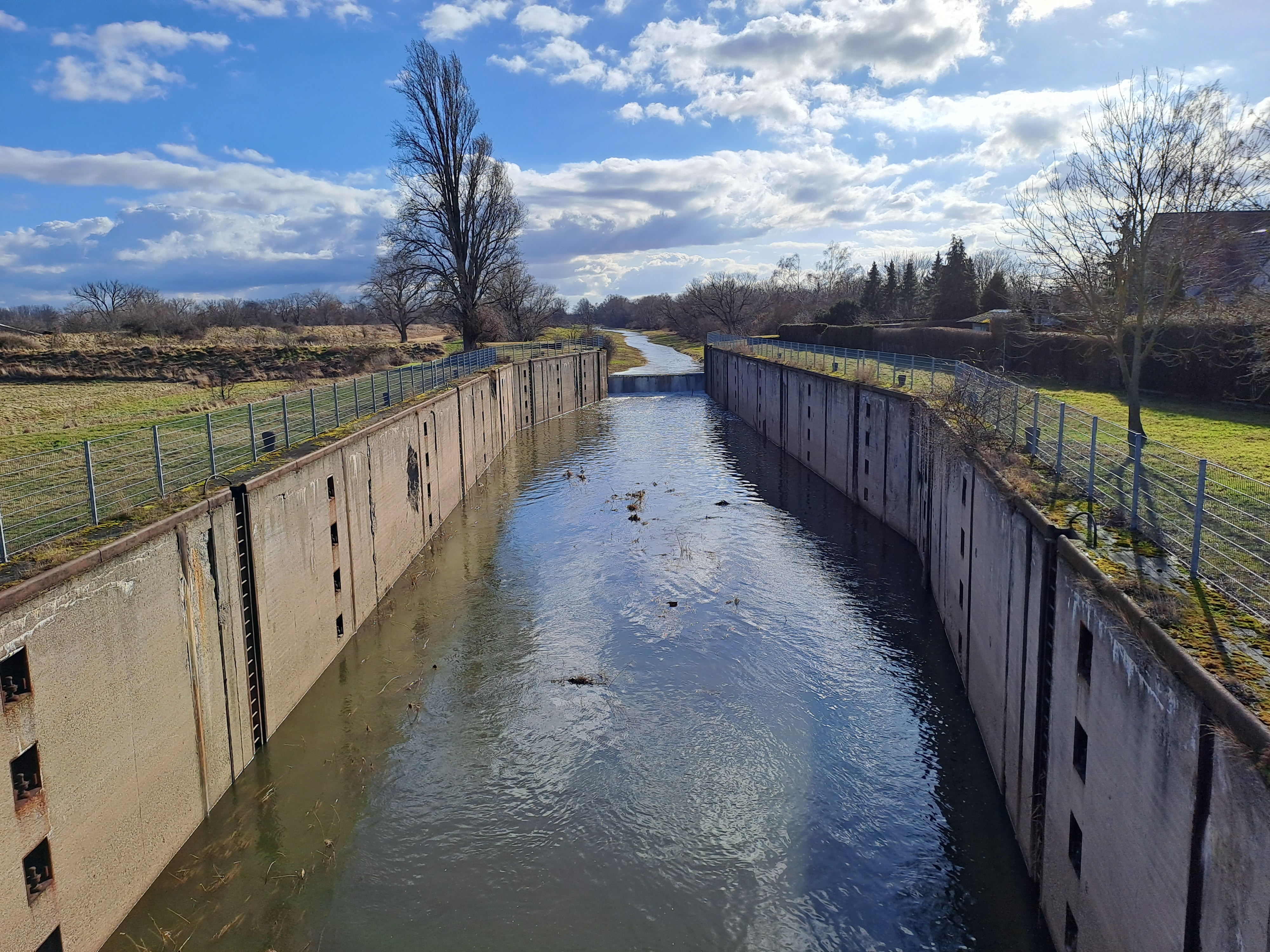
Schleuse Werder des Mittelkanals

Der Bau des Mittelkanals als Umgehungskanal mit einer Schleppzugschleuse wurde begonnen. Dieser sollte die Schleusen Meuschau und Rischmühle ersetzen, wurde kriegsbedingt jedoch nicht fertiggestellt.
Während des Zweiten Weltkrieges wurde Merseburg mehrfach bombardiert. Dabei wurden der Ostflügel des Schlosses sowie große Teile der Innenstadt fast vollständig zerstört und die Schleppzugschleuse beschädigt.

### 1945–1989
Nach dem Zweiten Weltkrieg wurde Merseburg Kreisstadt des Landkreises Merseburg. 1954 wurde die Technische Hochschule Leuna-Merseburg gegründet. Ab 1955 konzentrierte sich der Wohnungsbau vor allem auf die Außenbezirke in Merseburg-Süd und Merseburg-West. Ab 1968 begann in Merseburg die sogenannte „sozialistische Rekonstruktion“, der große Teile der Altstadt zum Opfer fielen. Erst die politische Wende 1989 stoppte den Verfall und Abriss ganzer Straßenzüge.

### Seit 1990
Im Jahr 1990 fanden die ersten freien Wahlen seit 1945 statt und ein umfassendes Sanierungskonzept für die Altstadt wurde eingeleitet.
Die Wende bedeutete auch das Aus für die NVA-Kaserne am westlichen Stadtrand. In ihr waren seit Mitte der 1980er Jahre einige hundert Bausoldaten untergebracht, die in den Buna-Werken und Leunawerken arbeiten mussten.
Bis 1991 war Merseburg noch Standort für die 6. Jagd-Bombenflieger-Division und das 85. Garde-Jagdflieger-Regiment (16. Luftarmee) der GSSD.
1992 nahm Merseburg erstmals an den Hansetagen der Neuzeit teil, im gleichen Jahr wurde die Fachhochschule Merseburg gegründet sowie von der Stadt Merseburg und den Gemeinden Beuna (Geiseltal) und Geusa die Verwaltungsgemeinschaft Merseburg gebildet. Ende März 1993 wurde die Technische Hochschule Carl Schorlemmer aufgelöst und zu gleichen Teilen in die Fachhochschule Merseburg und die Martin-Luther-Universität Halle-Wittenberg, Außenstelle Merseburg, aufgeteilt.
1994 wurde Merseburg Kreisstadt des Landkreises Merseburg-Querfurt. Zu einer Namensänderung kam es am 23. Dezember 1997, als sich die Stadt von Merseburg (Saale) in Merseburg umbenannte. 2004 wurde die Stadt Merseburg in die IBA (Internationale Bauausstellung Stadtumbau 2010) aufgenommen. Die Stadt Merseburg setzte dabei mit ihrem Konzept „Neue Milieus – neue Chancen“ direkt am Problem des Bevölkerungsrückgangs an und entwickelte neue Strategien zur Verringerung von Bevölkerungsverlusten.
2007 wurde Merseburg durch die Kreisgebietsreform in Sachsen-Anhalt Verwaltungssitz des neu entstandenen Landkreises Saalekreis.
Im September 2007 bekam der damalige Oberbürgermeister Reinhard Rumprecht (parteilos) wegen des illegalen Besitzes kinderpornografischen Materials einen Strafbefehl, weswegen er daraufhin von seinem Amt zurücktrat.
Vom 13. bis 15. Juni 2008 fand in Merseburg gemeinsam mit dem 40. Schlossfest der Sachsen-Anhalt-Tag unter dem Motto „Merseburg bezaubert“ statt. Mehr als 200.000 Menschen besuchten während dieses dreitägigen Landesfestes die Stadt.

### Eingemeindungen
Venenien wurde am 1. Januar 1949 eingemeindet. Die Gemeinde Kötzschen folgte am 1. Juli 1950. Meuschau gehört seit dem 30. Mai 1994 zu Merseburg. Trebnitz kam 2003 hinzu. Beuna wurde am 1. Januar 2009 eingemeindet. Geusa ist seit dem 1. Januar 2010 ein Ortsteil von Merseburg.

## Bevölkerung
| Jahr       | Einwohner |
| ---------- | --------- |
| 1834       | 08.830    |
| 1875       | 13.664    |
| 1880       | 15.205    |
| 1890       | 17.669    |
| 1925       | 25.630    |
| 1933       | 31.576    |
| 1939       | 38.058    |
| 29.10.1946 | 33.978    |
| 31.08.1950 | 38.441    |
| 31.12.1960 | 47.199    |
| 31.12.1981 | 50.932    |
| 31.12.1984 | 48.399    |

| Jahr | Einwohner |
| ---- | --------- |
| 1990 | 42.905    |
| 2006 | 34.411    |
| 2007 | 34.039    |
| 2008 | 34.623    |
| 2009 | 34.313    |
| 2010 | 35.419    |
| 2011 | 33.664    |
| 2012 | 33.520    |
| 2013 | 33.432    |
| 2014 | 33.317    |
| 2015 | 34.052    |
| 2016 | 33.931    |

| Jahr | Einwohner |
| ---- | --------- |
| 2017 | 34.197    |
| 2018 | 34.080    |
| 2019 | 33.873    |
| 2020 | 33.593    |
| 2021 | 33.641    |
| 2022 | 33.810    |
| 2023 | 34.206    |
| 2024 | 34.392    |

ab 1990: Stand: 31. Dezember des jeweiligen Jahres (Angaben des Statistischen Landesamtes Sachsen-Anhalt), ab 2011 auf Basis des Zensus 2011, ab 2022 auf Basis des Zensus 2022

## Politik

### Stadtrat
Insgesamt verfügt der Merseburger Stadtrat über 40 Sitze. Der Stadtrat besteht aus 11 Stadträtinnen und 29 Stadträten. Die letzte Wahl des Merseburger Stadtrates erfolgte im Zuge der Kommunalwahlen in Sachsen-Anhalt am 9. Juni 2024.
| Stadtratswahl Merseburg 2024Wahlbeteiligung: 56,1 % 403020100 34,4 %28,4 %14,4 %10,6 %5,1 %3,8 %3,4 % AfDCDUSPDLinkeFDPGrüneBasisGewinne und Verlusteim Vergleich zu 2019 %p 14 12 10 8 6 4 2 0 −2 −4 −6+12,4 %p+5,0 %p+0,1 %p−6,0 %p−2,2 %p−3,4 %p+3,4 %pAfDCDUSPDLinkeFDPGrüneBasis | Sitzverteilung im Stadtrat Merseburg seit 2024Insgesamt 40 Sitze - Linke: 4 - Grüne: 2 - SPD: 6 - CDU: 11 - FDP: 2 - Basis: 1 - AfD: 14 |

### Oberbürgermeister
Oberbürgermeister ist seit dem 4. Juli 2022 Sebastian Müller-Bahr (CDU). Er wurde am 27. März 2022 in der Stichwahl mit 56,5 % der gültigen Stimmen gewählt. Die Wahlbeteiligung lag bei 28,8 %.
Neben dem Oberbürgermeister gibt es in Merseburg den Bürgermeister als zweithöchstes Amt der Stadtverwaltung. Aktuell ist Bellay Gatzlaff der Bürgermeister von Merseburg.

### Wappen
Das Wappen der Stadt Merseburg zeigt in rot über einer durchgehenden, gezinnten, schwarz gefugten silbernen Rundmauer einen stilisierten silbernen Dom mit vier spitzbedachten, golden beknauften Türmen. Dabei sind die mittleren Türme etwas erhöht und mit einem offenen, von einem goldenen Kreuz bekrönten gotischen Kirchenportal mit linearer schwarzer Rosette belegt. Die äußeren Türme haben je drei, die mittleren Türme je zwei schwarze Rundbogenfensteröffnungen nebeneinander. Im offenen Portal ist auf einem Altar mit damaszierter Goldener Decke das golden nimbierte schwarzhaarige Haupt Johannes’ des Täufers auf einer goldenen Schale dargestellt.
Die Farben der Stadt sind Rot und Silber (Weiß).

### Städtepartnerschaften
Merseburg unterhält Städtepartnerschaften mit
- Châtillon, Frankreich (seit 1. Mai 1963)
- Genzano di Roma, Italien (seit 16. Januar 1971)
- Bottrop, Deutschland (seit 10. März 1989)

## Kultur und Sehenswürdigkeiten

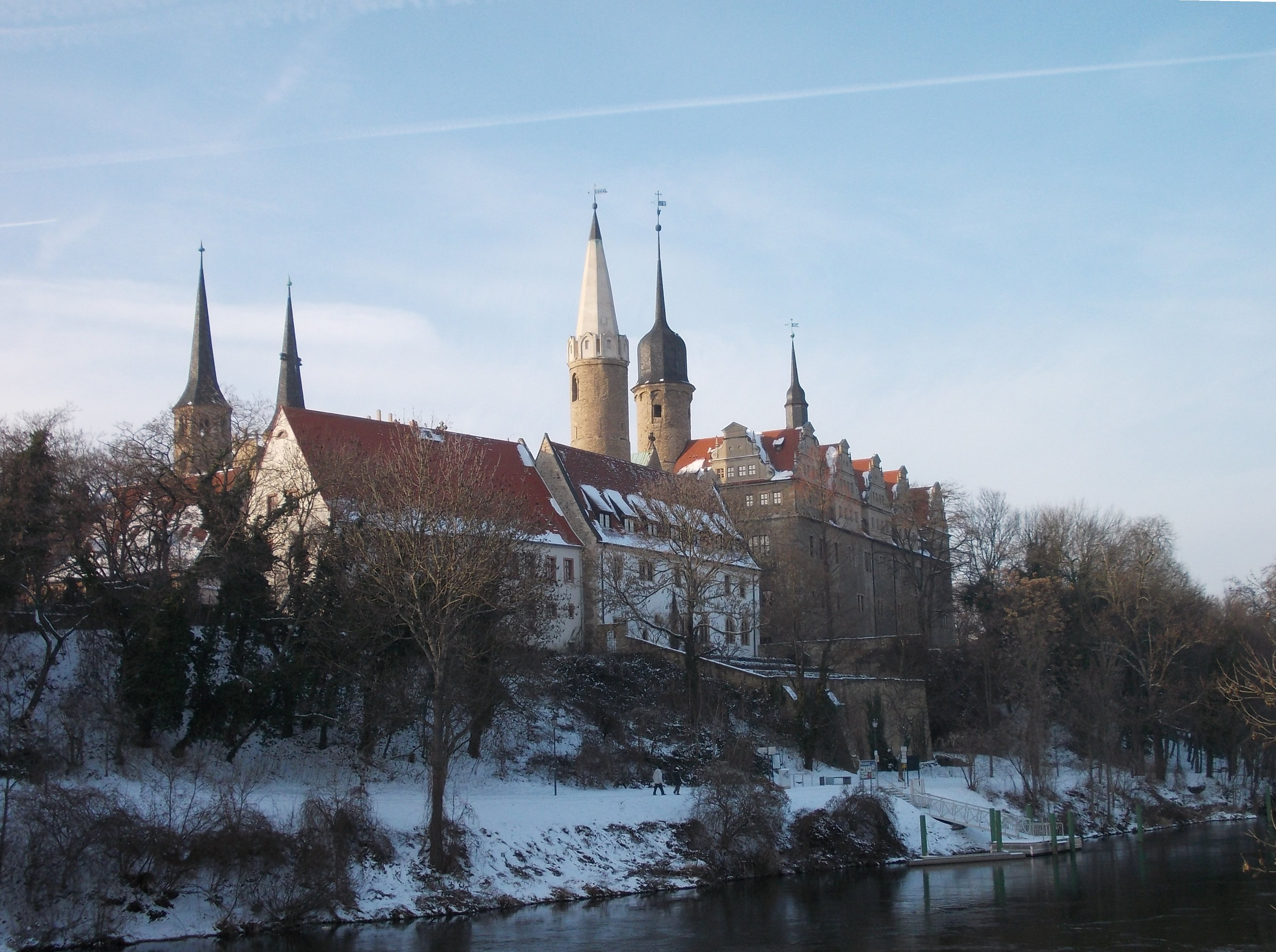
Dom und Schloss

### Merseburger Domschatz
2008 erfolgte der Umbau der Südklausur des Merseburger Domes zum Zwecke der Neupräsentation der einzigartigen Stücke des Merseburger Domschatzes, die aufgrund ihrer besonderen kulturgeschichtlichen Bedeutung überregional bekannt sind.
In der Schatzkammer am Kreuzgang des Merseburger Domes sind neben kostbaren Handschriften, wie die prachtvoll ausgemalte Merseburger Bibel des 13. Jahrhunderts, ein romanischer Tragaltar, ein Elfenbeinkästchen aus der Mitte des 13. Jahrhunderts und Altarretabel zu sehen. Auch die mumifizierte Hand des 1080 gefallenen Gegenkönigs Rudolf von Schwaben ist ausgestellt. Unterhalb der Schatzkammer, im „Zauberspruchgewölbe“, kann man ein Faksimile der berühmten Merseburger Zaubersprüche sehen.

### Die Merseburger Rabensage

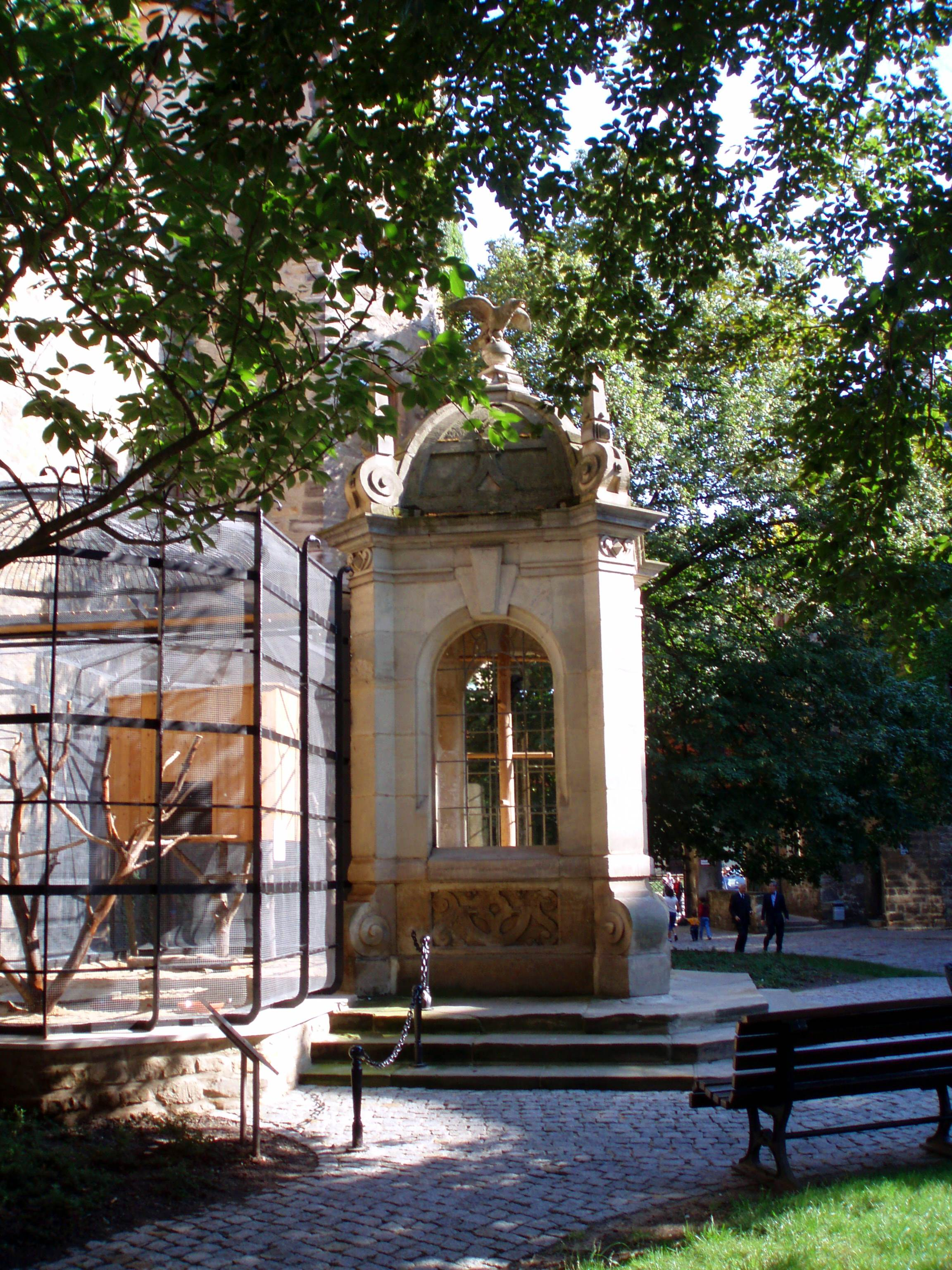
Käfig mit dem Raben

Der Bischof Thilo von Trotha besaß einen goldenen Siegelring, ein Geschenk seines Freundes, des Bischofs von Naumburg. Eines Morgens ließ er ihn am offenen Fenster liegen und bemerkte nach kurzer Abwesenheit den Verlust des Ringes. In seinem Zorn bezichtigte er seinen langjährigen Diener des Diebstahls. Obwohl der Diener seine Unschuld beteuerte, ließ er ihn hinrichten. Noch nach dem Abschlagen des Kopfes sollen seine ausgestreckten Arme seine Unschuld beteuert haben. Als der Ring später in einem Rabennest gefunden wurde, ließ Thilo von Trotha als Mahnung, kein Urteil im Jähzorn zu fällen, im Schlosshof ein Vogelbauer errichten, in dem seitdem ein Kolkrabe für den Diebstahl büßt. Zum steten Andenken habe der Bischof einen Raben mit einem Ring im Schnabel in sein Wappen aufgenommen. – Allerdings führte seine Familie diesen Raben mit Ring wohl schon vorher im Wappen. (Vgl. Wappen von Krosigk, seinem möglichen Geburtsort)
Ein solcher Rabe wird auch heute noch in einem Käfig gehalten, die alte Sitte ist aber bei Tierschützern umstritten. Im Juni 2006 erfolgte deshalb eine wesentliche Vergrößerung des angestammten Käfigs vor dem Schloss. Der Rabe lebt nun mit einer Partnerin in einer nun fast neun Meter langen und vier Meter breiten Voliere.

### Museen, Galerien und Bibliotheken

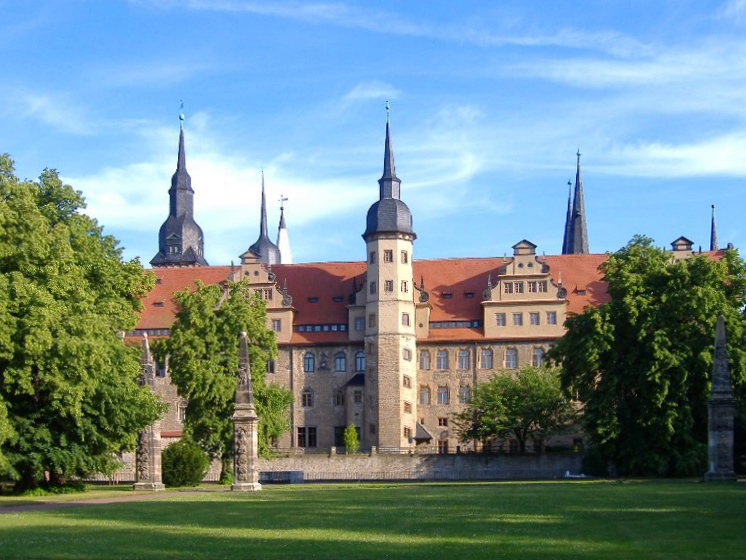
Sicht aus dem Schlossgarten auf das Schloss Merseburg

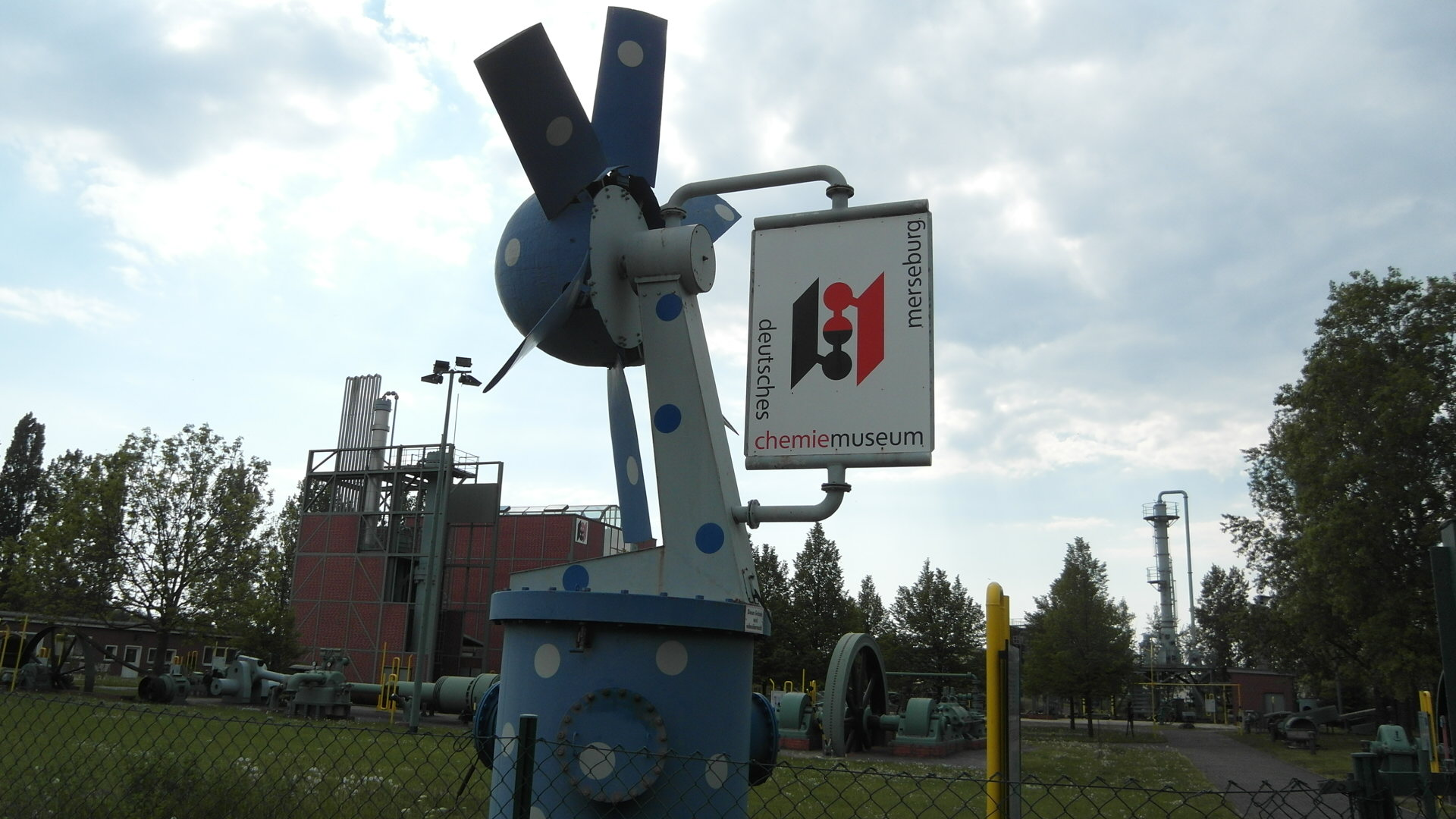
Chemie-Museum

- Kulturhistorisches Museum Schloss Merseburg: Neben Exponaten aus der Ur- und Frühgeschichte sind u. a. Darstellungen zur mittelalterlichen Pfalz- und Bistumsgeschichte, zur Kunst und Kultur im Herzogtum Sachsen-Merseburg und zur Stadtgeschichte der Neuzeit zu sehen. Schloss und Schlossgarten gehören zum Projekt Gartenträume Sachsen-Anhalt
- Deutsches Chemie-Museum Merseburg: Technische Sachzeugen dokumentieren die Entwicklung der chemischen Industrie im Umland von Merseburg und in der mitteldeutschen Chemieregion.
- Kunststiftung ben zi bena Merseburg e. V.: Die Kunststiftung bietet in wechselnden Ausstellungen ein Nebeneinander oder auch Gegeneinander künstlerischer Sichtweisen der früheren BRD und der früheren DDR.
- Willi-Sitte-Galerie: Die Willi-Sitte-Stiftung für realistische Kunst stellt das künstlerische Werk und andere gesammelte Kunstwerke des Malers und Grafikers Willi Sitte aus. Die Galerie wurde 2006 im Beisein von Altbundeskanzler Gerhard Schröder (SPD) eröffnet.
- Galerie Tiefer Keller: Galerie, die in wechselnden Ausstellungen Werke von jungen Künstlern zeigt.[23]
- Kunsttanke: Atelier, experimentelle Bühne und Werkstatt in der Domstraße 5
- Peter-Sodann-Bibliothek: 2006 hat sich in Merseburg unter Vorsitz des Schauspielers Peter Sodann der „Verein zur Förderung, Erhaltung und Erweiterung einer Sammlung von 1945 bis 1990 im Osten Deutschlands erschienener Literatur e. V.“  gegründet. Ziel des Vereins war es, in Merseburg bis 2009 eine Bibliothek mit allen in der DDR erschienenen Büchern aufzubauen und jedermann zugänglich zu machen. Die Bibliothek wurde jedoch nach Stauchitz/Ortsteil Staucha verlegt.[24]

### Merseburger Orgeltage
Im Musikleben Sachsen-Anhalts haben die international bekannten Merseburger Orgeltage einen festen Platz und ziehen alljährlich im September zahlreiche Musikliebhaber in den Merseburger Dom. International renommierte Organisten, berühmte Orchester und namhafte Solisten und Chöre haben das Orgelfestival weit über die Grenzen der Region hinaus bekannt gemacht. 1963 vom Domorganisten Hans-Günther Wauer begründet, werden sie seit 1994 in Regie des Leipziger Gewandhaus- und Merseburger Domorganisten Michael Schönheit vom „Freundeskreis Musik und Denkmalpflege in Kirchen des Merseburger Landes e. V.“ im Rahmen der Musikfeste Sachsen-Anhalt veranstaltet.
Mittelpunkt der Merseburger Orgeltage ist dabei die von Friedrich Ladegast 1853 bis 1855 geschaffene Merseburger Romantik-Großorgel. Insbesondere mit dem Namen von Franz Liszt verbunden, ist die Ladegastorgel ein Instrument von überragender musikgeschichtlicher Bedeutung. Regelmäßig sind auch Übertragungen im Mitteldeutschen Rundfunk und bei Deutschlandradio Kultur zu hören.

### Bauwerke und Parks
- Schloss Merseburg mit Rabenkäfig

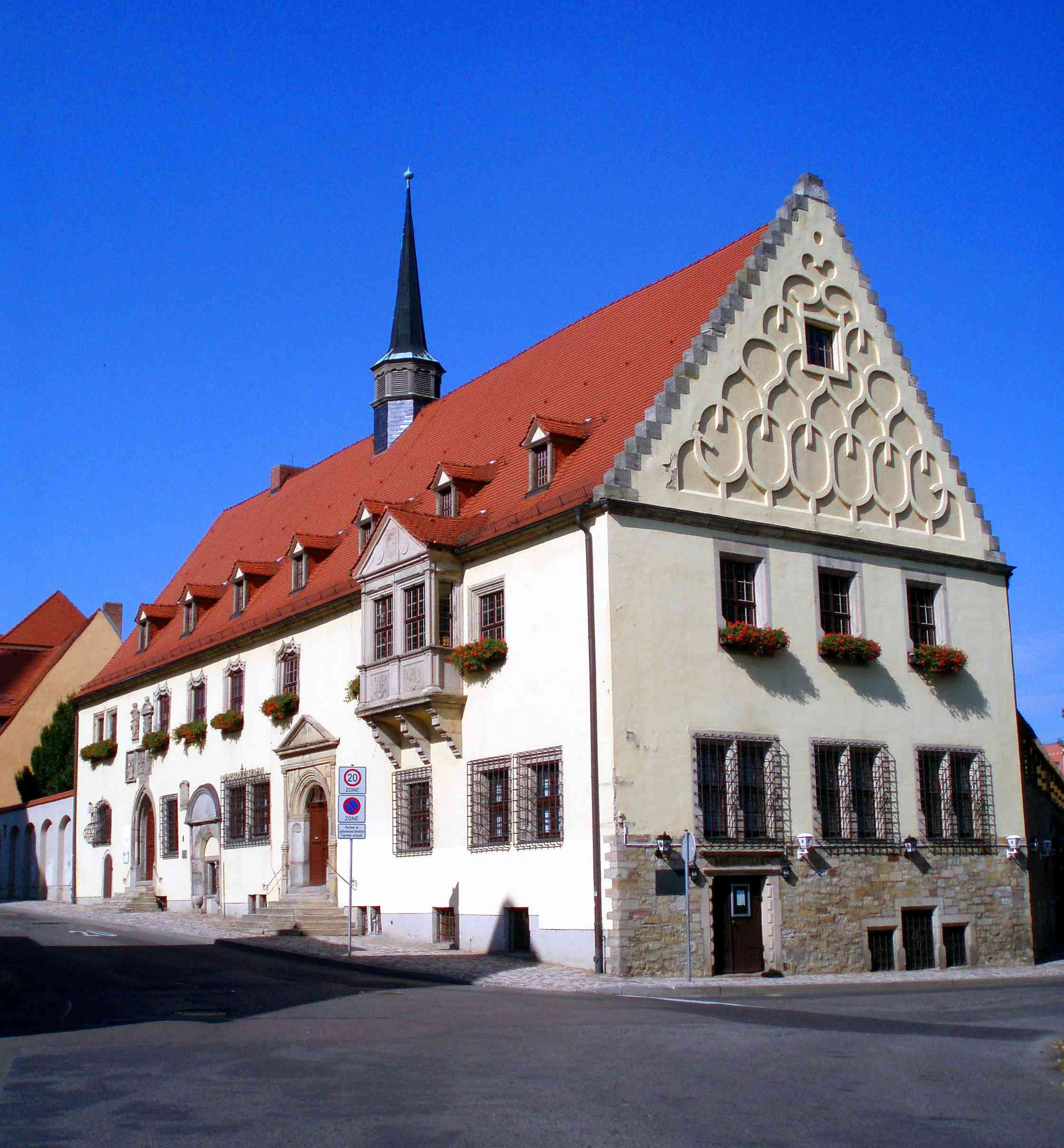
Altes Rathaus

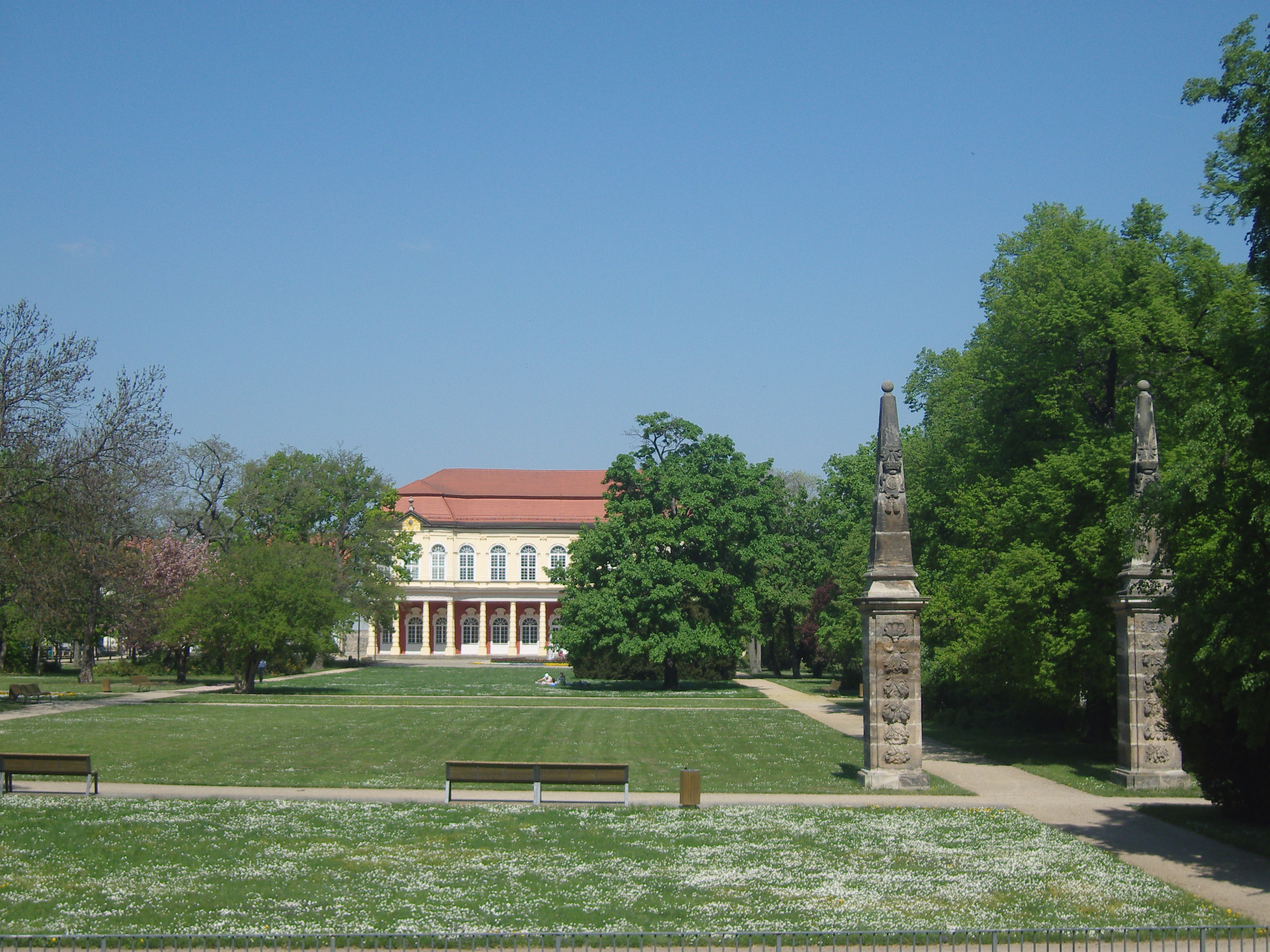
Schlossgarten

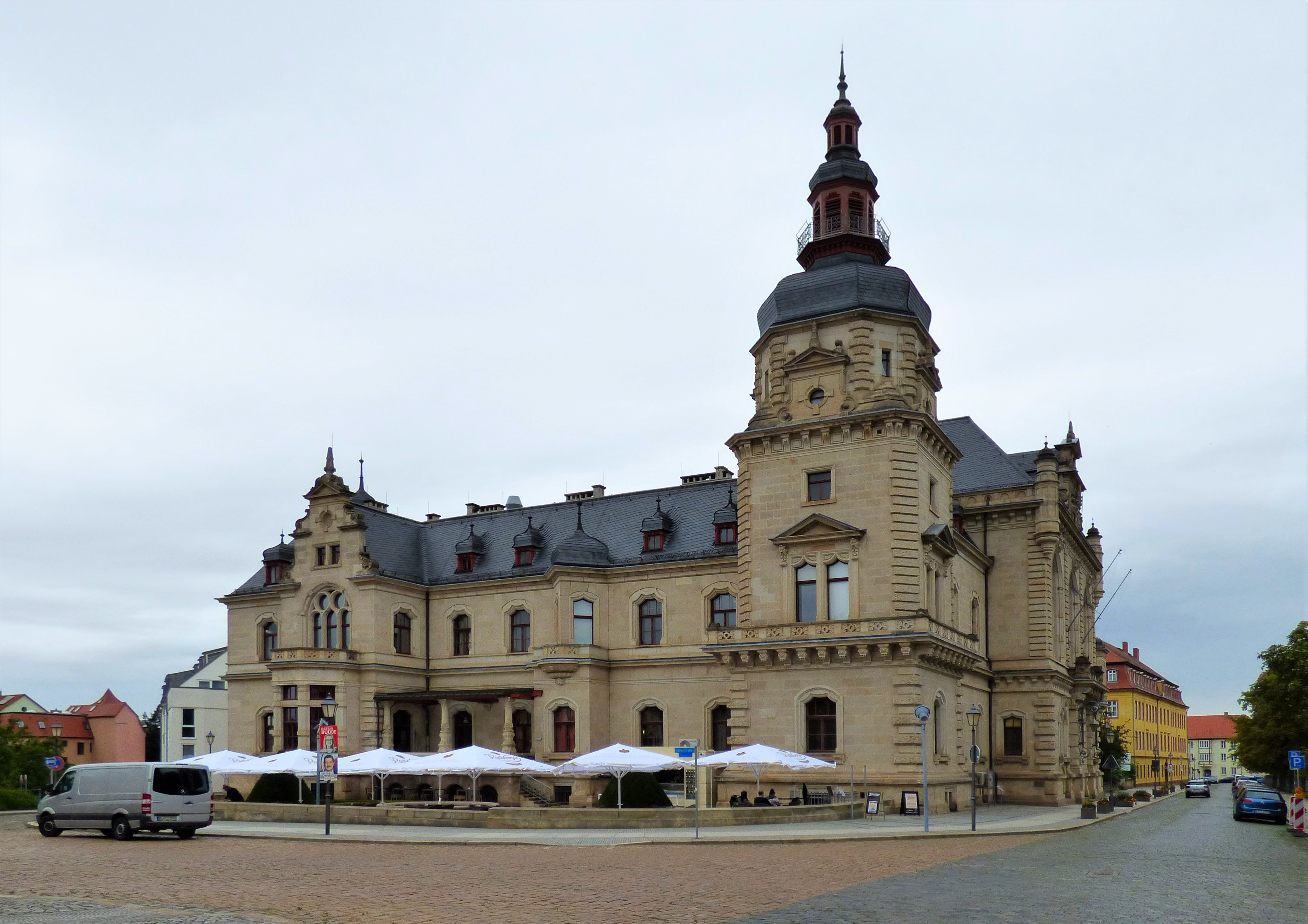
Ständehaus

- Kapitelhaus Merseburg mit Domstiftsarchiv und -bibliothek (Ausstellung der Merseburger Zaubersprüche)
- Schlossgarten mit Schlossgartensalon und Orangerie, Denkmälern, darunter das Reiterstandbild König Friedrich Wilhelms III., das Eiserne Kreuz und Wasserspiel
- Merseburger Ständehaus (Kultur- und Kongresszentrum) mit Monumentalgemälden von Hugo Vogel
- Markt mit Altem Rathaus und Staupenbrunnen (16. Jh.) sowie dem Saalealf-Brunnen (20. Jh.)
- Zechsches Palais
- Domapotheke zum Rautenkranz
- Gasthof Zum Palmbaum
- Superintendentur
- Krummes Tor
- Schwarze Bastion
- Franzosen-Brunnen
- Dombrunnen
- Eulenturm mit Stadtmauerresten
- Neumarktmühle (16. Jahrhundert)
- Neumarktbrücke (Saaleblick mit Domburg)
- Neumarkt mit Kirche St. Thomae Cantuariensis
- Hohe Brücke (16. Jh.)
- Stadtfriedhof St. Maximi mit historischen Figuren und Kapelle
- Naherholungsgebiet Südpark und Rosengarten
- Gotthardteich mit Fontäne, Planetarium und dem Abfluss Klia in Richtung Saale
- Stadtpark und Naturschutzgebiet „Saale-Aue“ (Saaleradwanderweg)
- Sowjetischer Ehrenfriedhof für 261 Soldaten der Roten Armee in Merseburg-Süd
- neugestalteter Entenplan mit Brunnen und dem ehemaligen Kaufhaus Dobkowitz
- Denkmal König Heinrich I. von Paul Juckoff 1933
- Skulpturen Bildhauersymposium am Saaleufer
- zahlreiche weitere Brunnen und Skulpturen verteilt über das Stadtgebiet, darunter der Jahreszeitenbrunnen
- Obere Wasserkunst – barocker Wasserturm erbaut 1738 von Johann Michael Hoppenhaupt
- Domkurien aus der Renaissance- und Barockzeit (Domstraße), darunter In acie ambitus und Simonis et Judae

### Kirchen

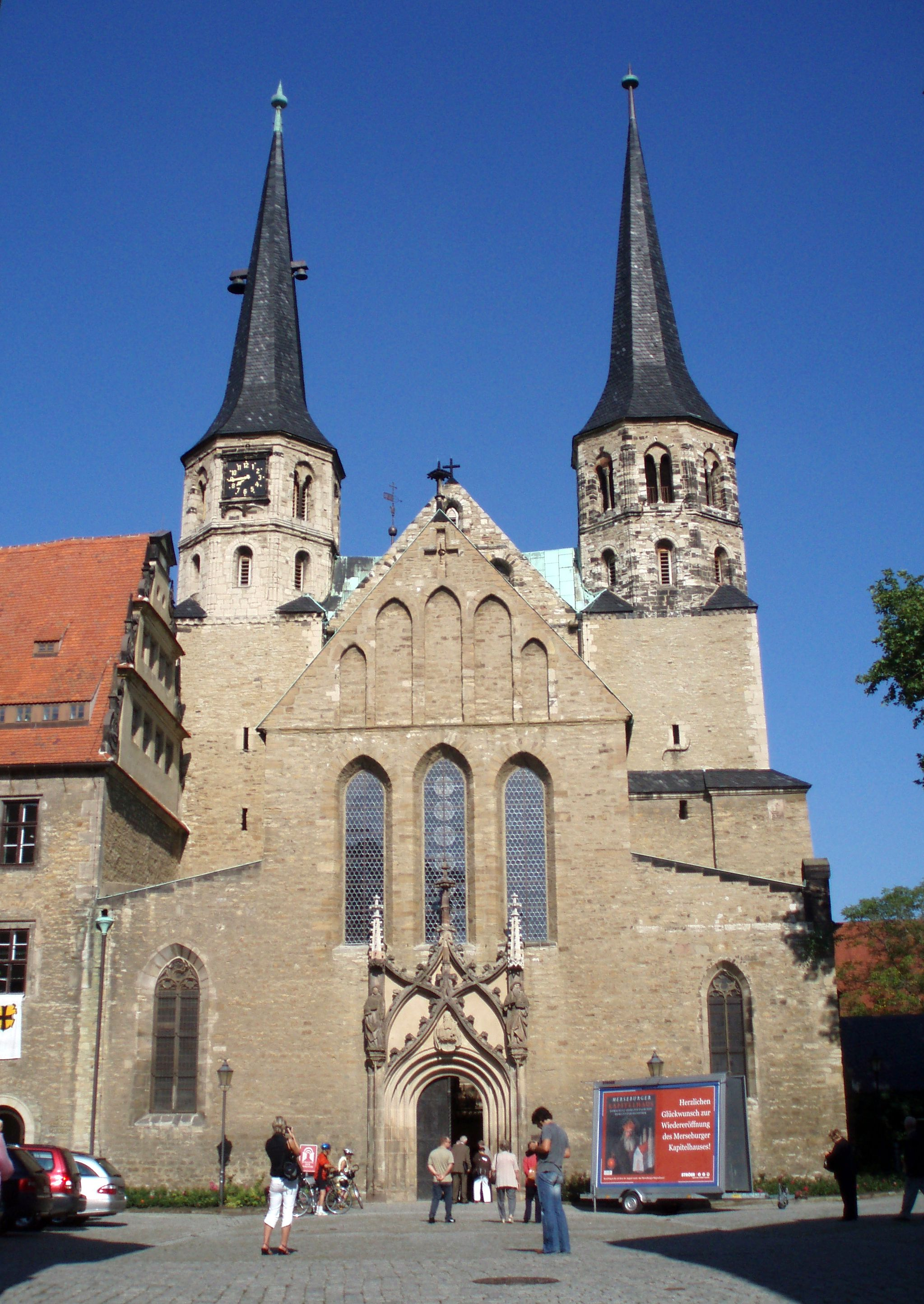
Dom Sti. Johannes der Täufer und Laurentius

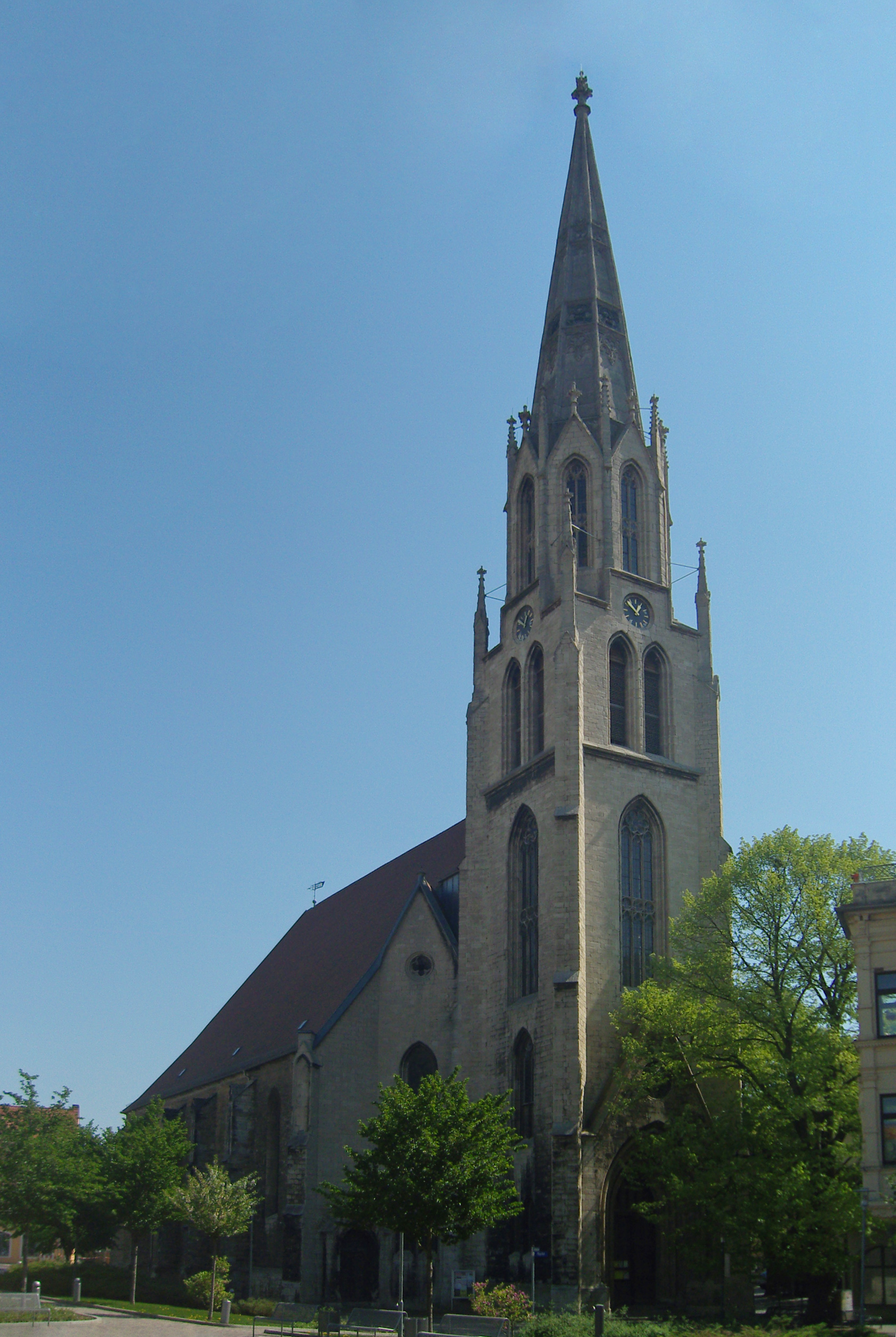
Stadtkirche St. Maximi

in kursiv die lateinischen Patrozinien als Links
- Merseburger Dom Sti. Laurentii et Johannis baptistae (mit einer Ladegast-Orgel)
- Stadtkirche St. Maximi
- Neumarktkirche St. Thomae Cantuariensis
- Altenburger Kirche St. Viti
- Benediktinerkloster St. Petri (1091 gegründet; Reste erhalten)
- Kirche St. Sixti (romanische Kirchenruine mit aufgesetztem Wasserturm aus dem Jahr 1889)
- Kirche St. Norbert (römisch-katholisch)
- Kirche St. Ullrich in Merseburg-Süd (römisch-katholisch, 1959 geweiht, 2016 profaniert)[26]
- Kirche der Neuapostolischen Gemeinde

in den Ortsteilen:
- Kirche St. Dionysius in Atzendorf
- Kirche in Niederbeuna
- Kirche in Oberbeuna (von Johann Michael Hoppenhaupt)
- Kirche St. Thomas in Blösien mit einer Ladegast-Orgel
- Kreuzkapelle in Freiimfelde
- Kirche St. Georg in Geusa
- Kirche in Kötzschen (von Johann Michael Hoppenhaupt)
- Kirche St. Georg in Meuschau
- Kirche St. Cyriakus in Zscherben

sowie:
- Gemeindehaus der Evangelisch-Freikirchlichen Gemeinde (Brüdergemeinde)

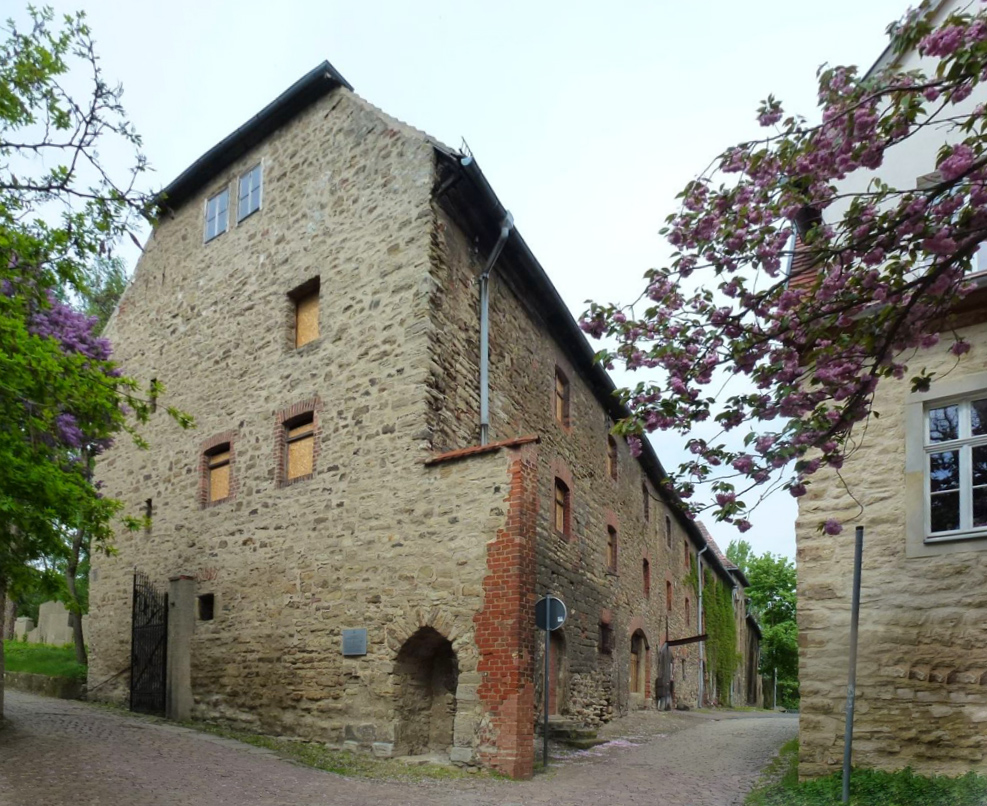
Benediktinerkloster St. Petri
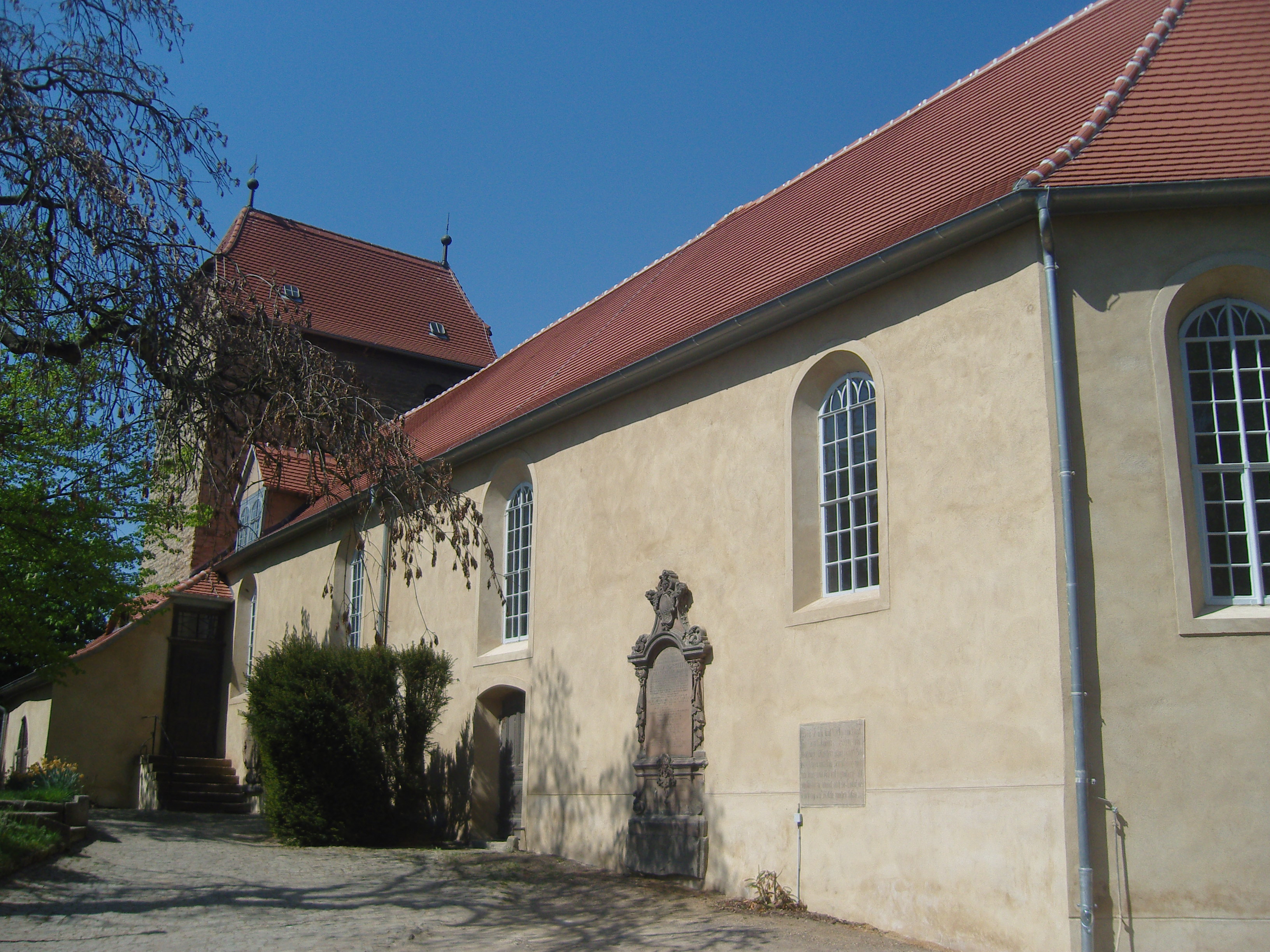
St. Viti
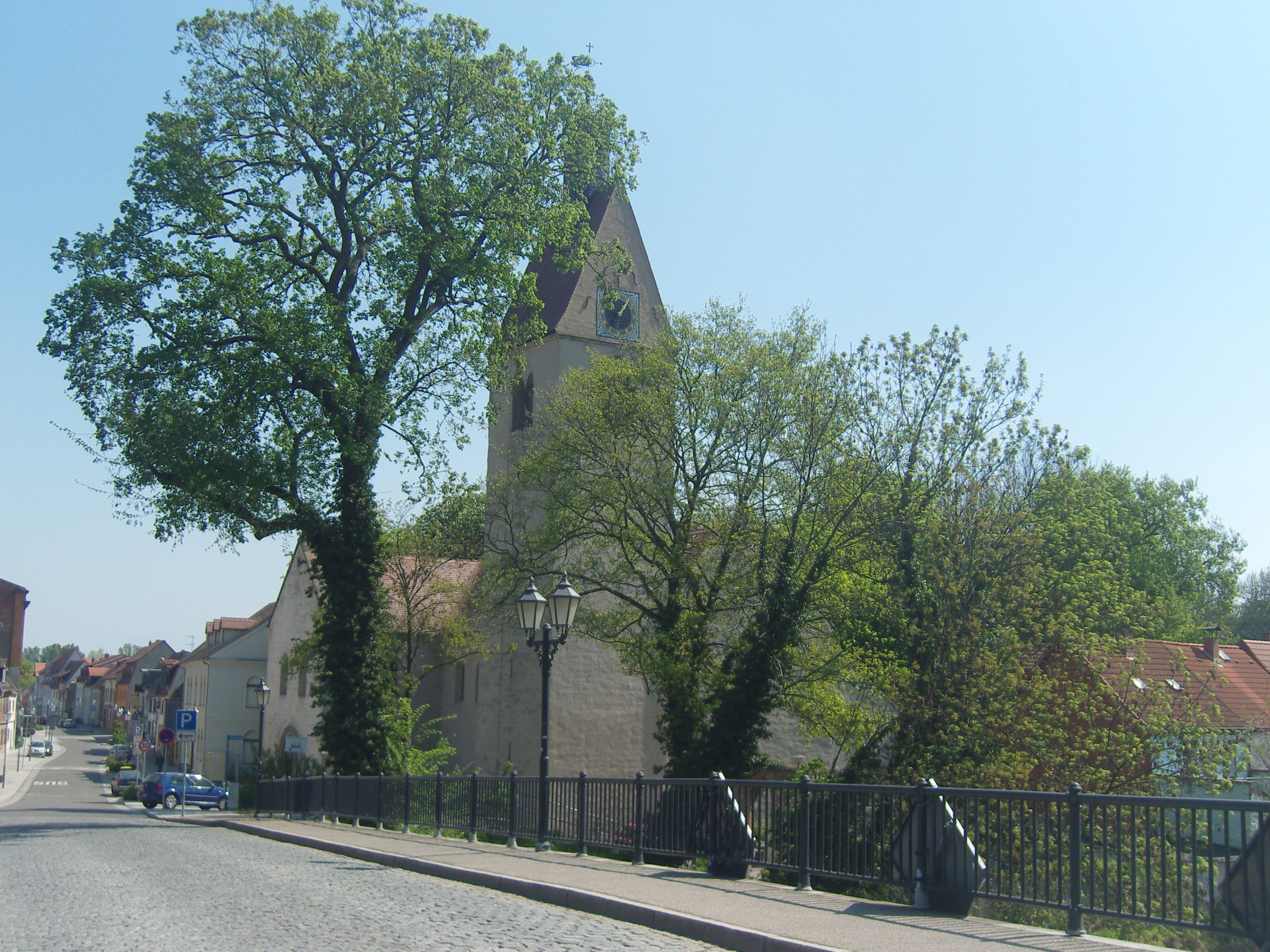
Neumarktkirche
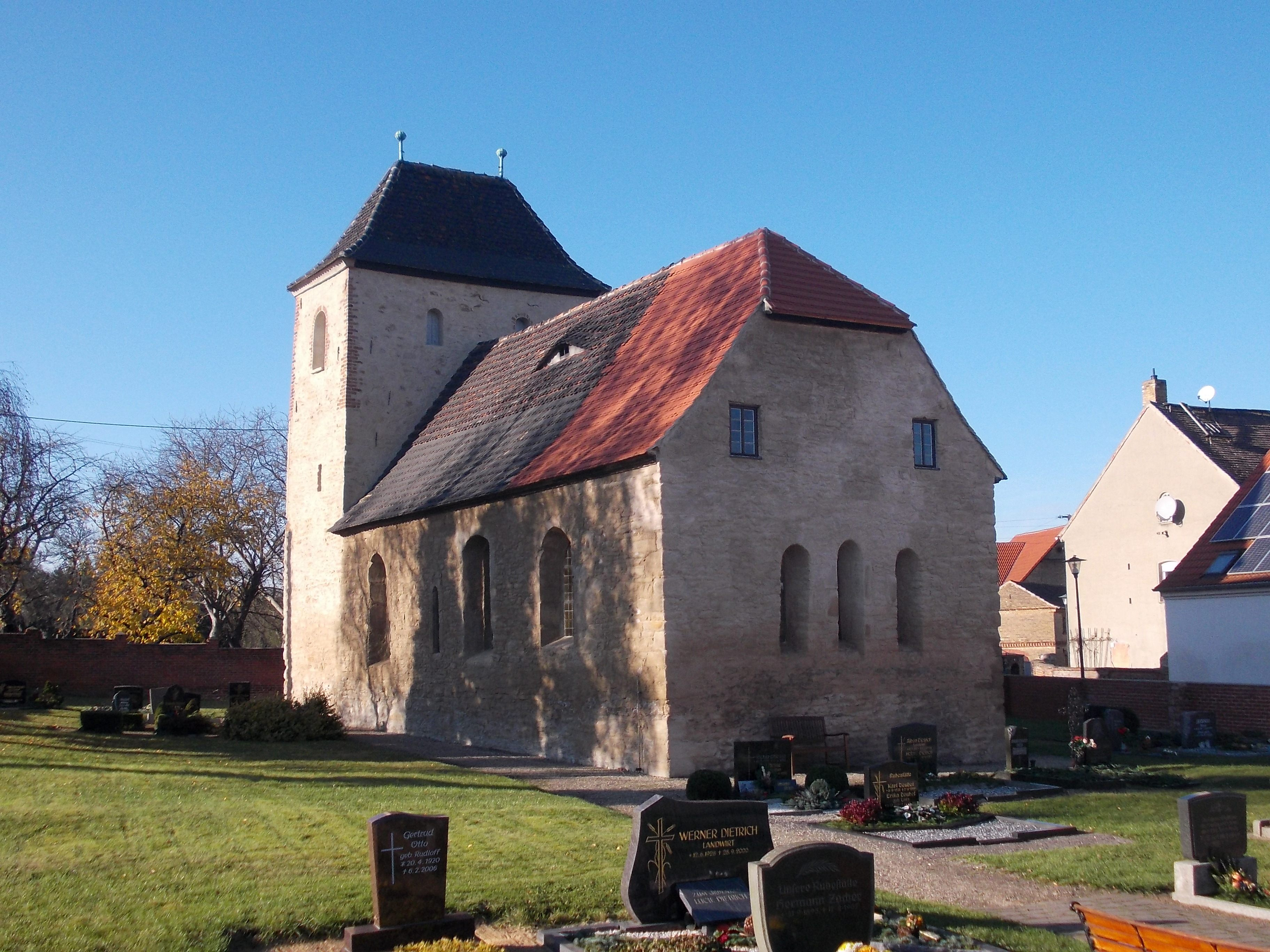
St. Dionysius in Atzendorf
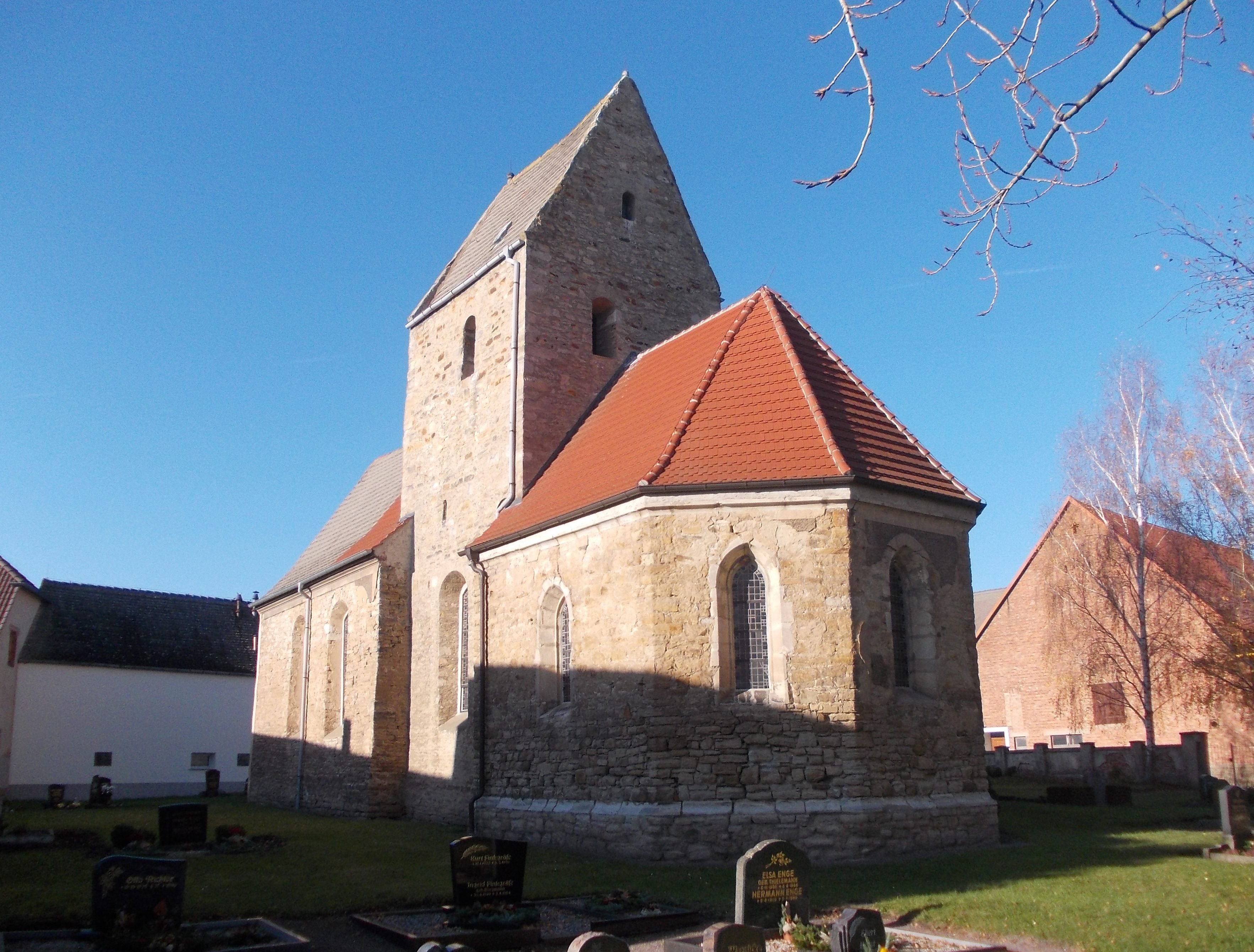
St. Thomas in Blösien
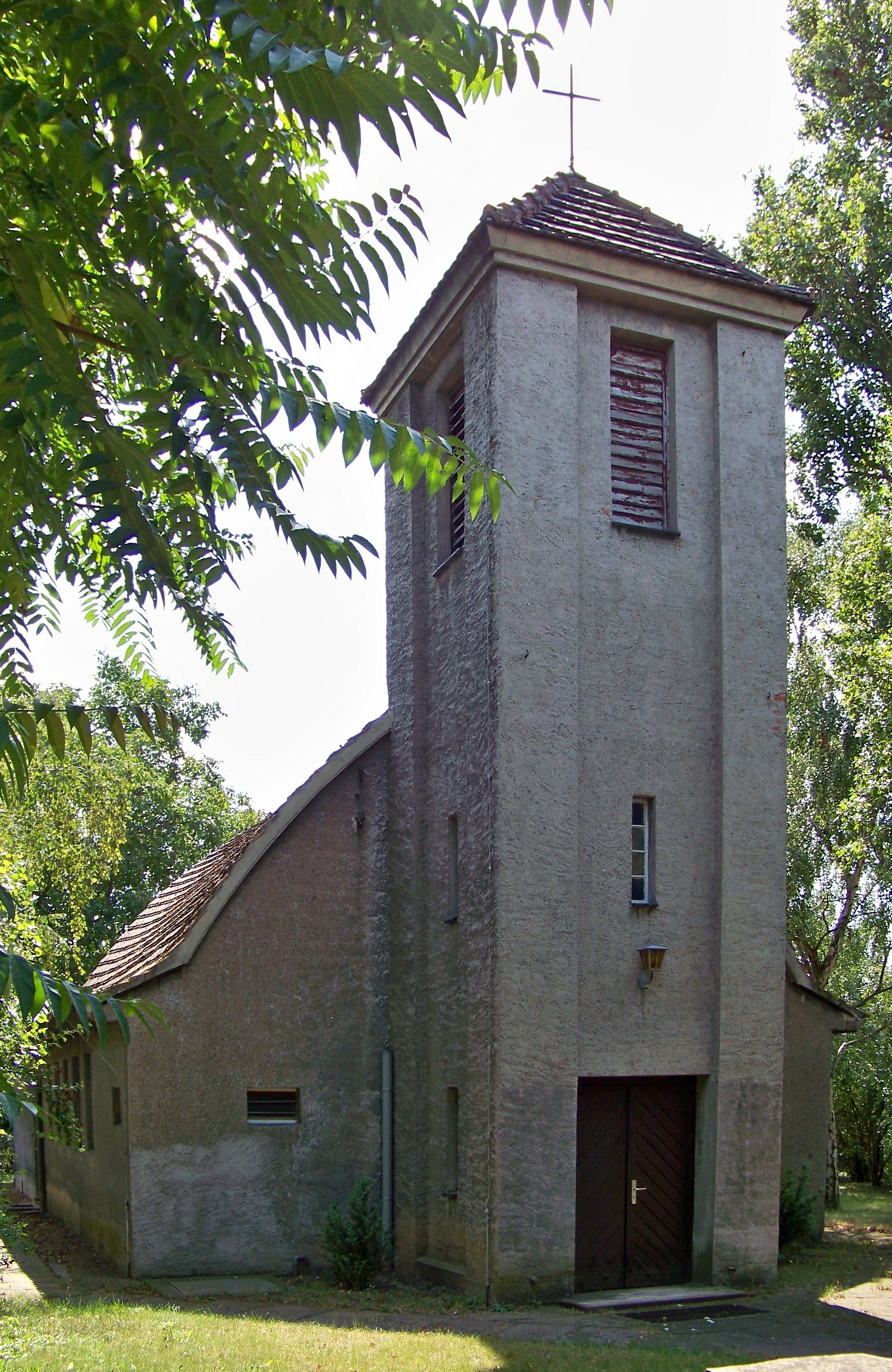
Kreuzkapelle in Freiimfelde
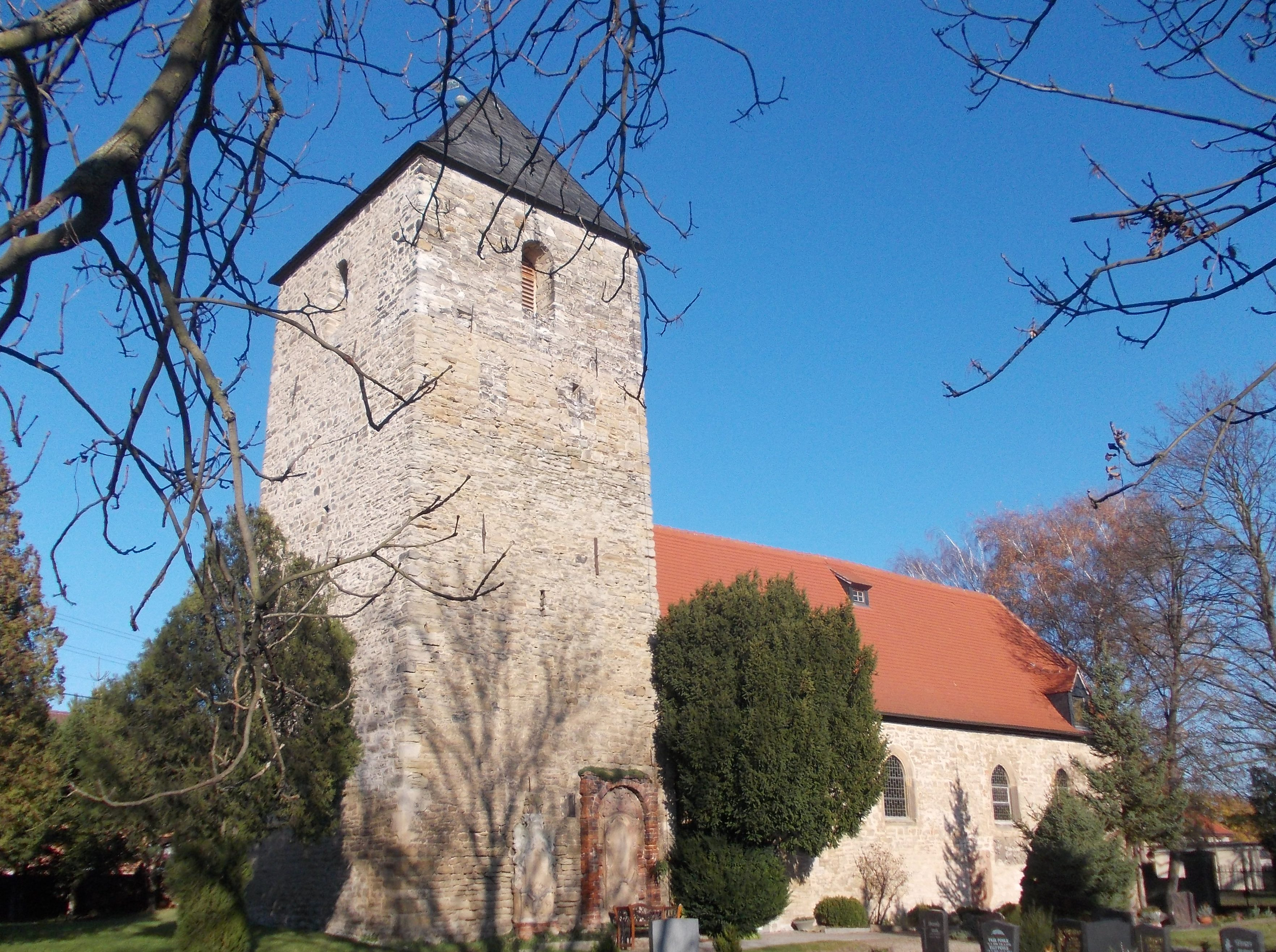
St. Georg in Geusa
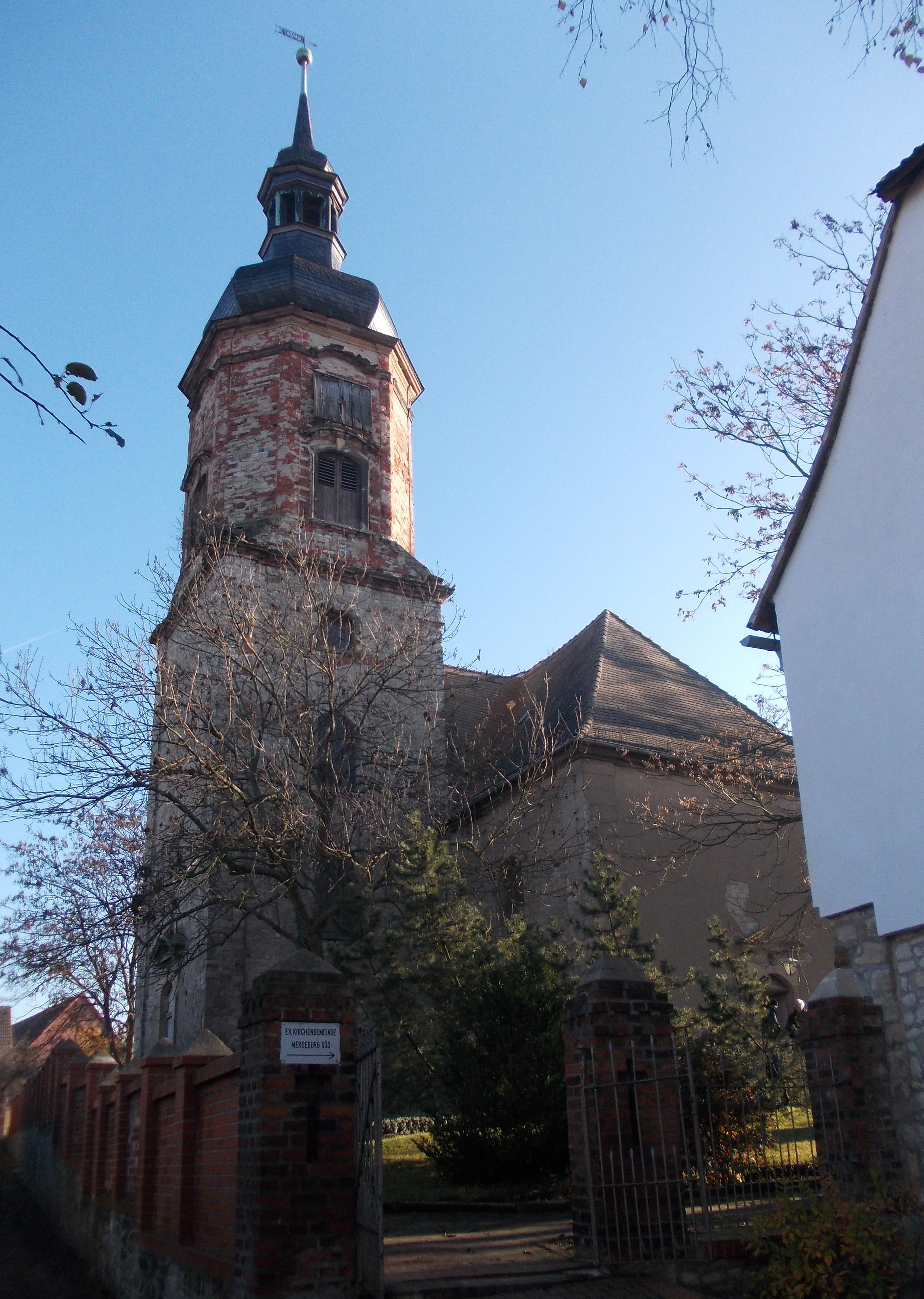
Kirche in Kötzschen
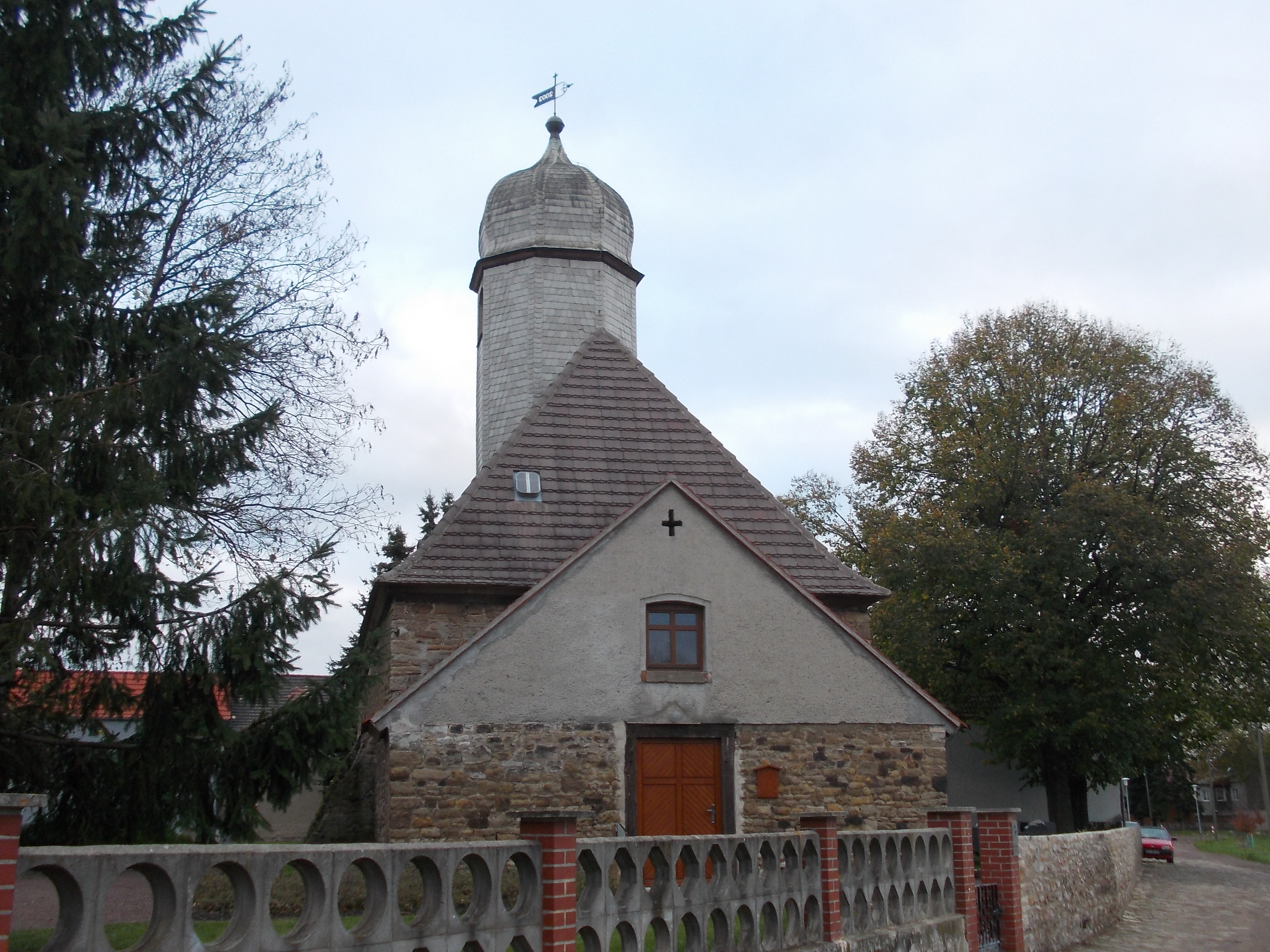
St. Georg in Meuschau
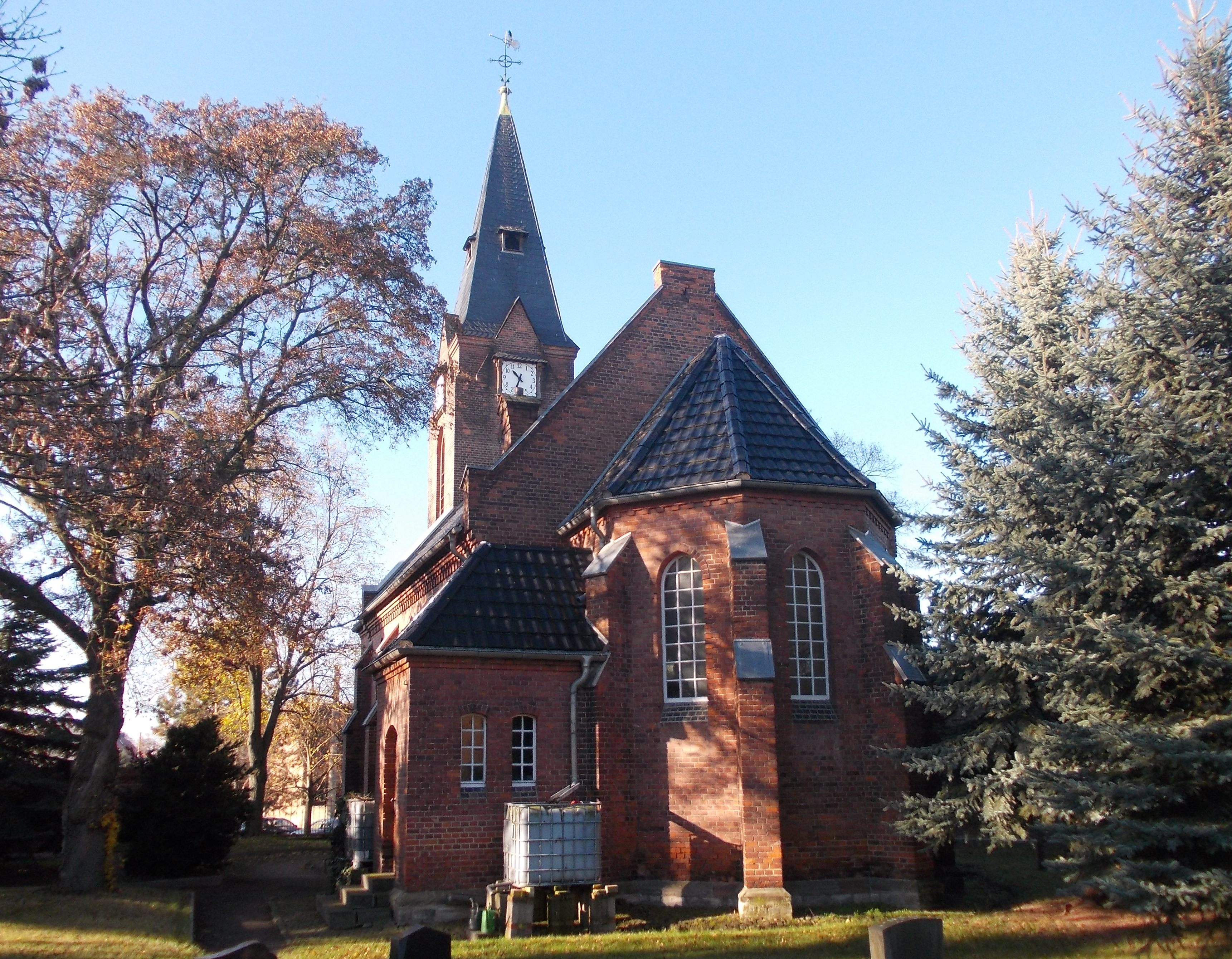
Kirche in Niederbeuna
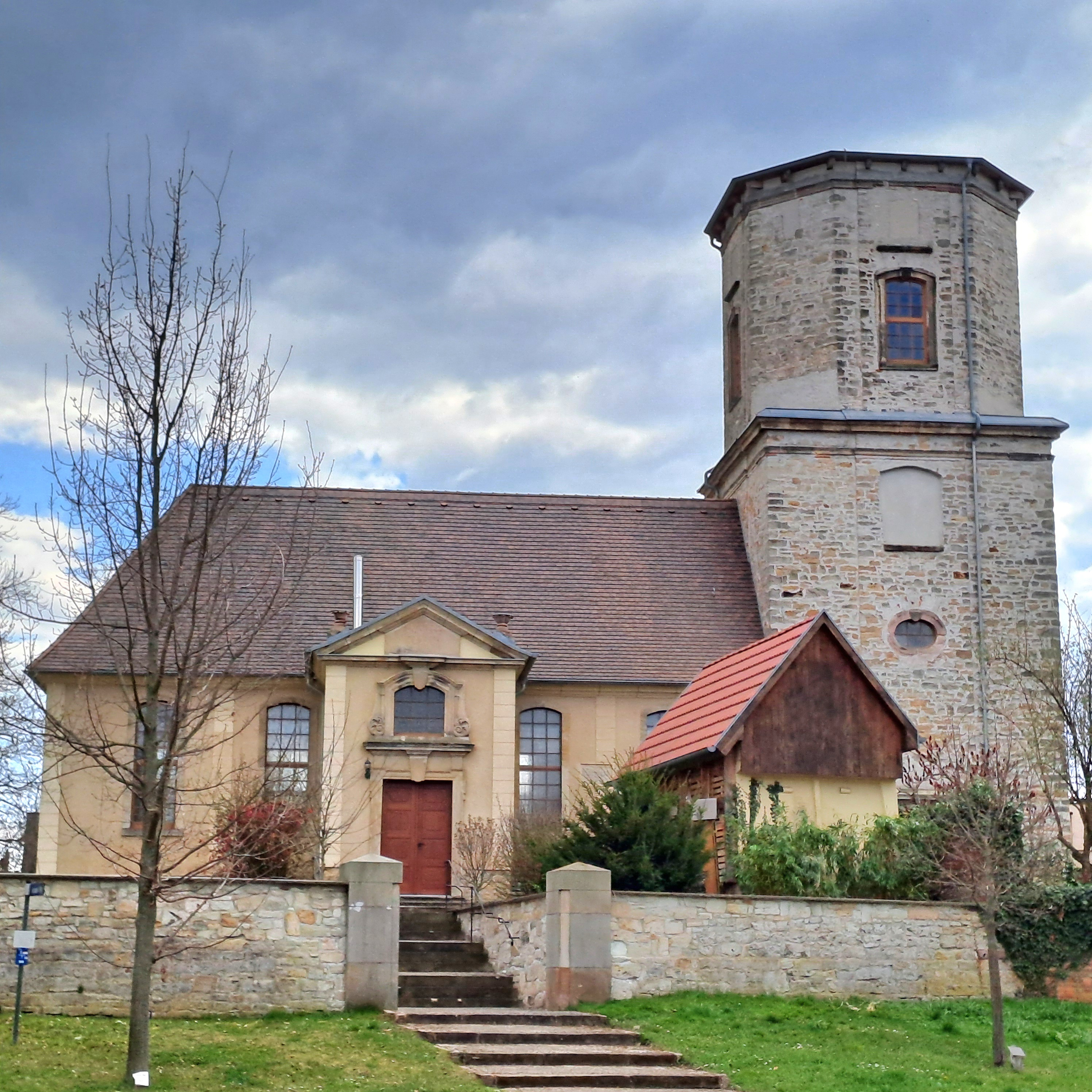
Kirche in Oberbeuna

### Regelmäßige Veranstaltungen
- Merseburger Neujahrslauf (1. Januar)
- Merseburger Festtage des Puppentheaters (März)
- Merseburger DEFA-Filmtage (März, seit 2006)
- Merseburger Rabenmarkt, Kunsthandwerker- und Töpfermarkt am Dom (am letzten Wochenende im März und Oktober)
- Merseburger Schlossfest (Juni)
- Internationale Schlossgrabenkonzerte (Juni–September)
- Merseburger Orgeltage (September)
- Merseburger Zauberfest (Oktober)
- Merseburger Schlossweihnacht (Dezember)
- Kabarett, Vorträge und Konzerte im Ständehaus
- Merseburger DomMusik, Orgelklang 12 und Motetten im Dom

## Verkehr

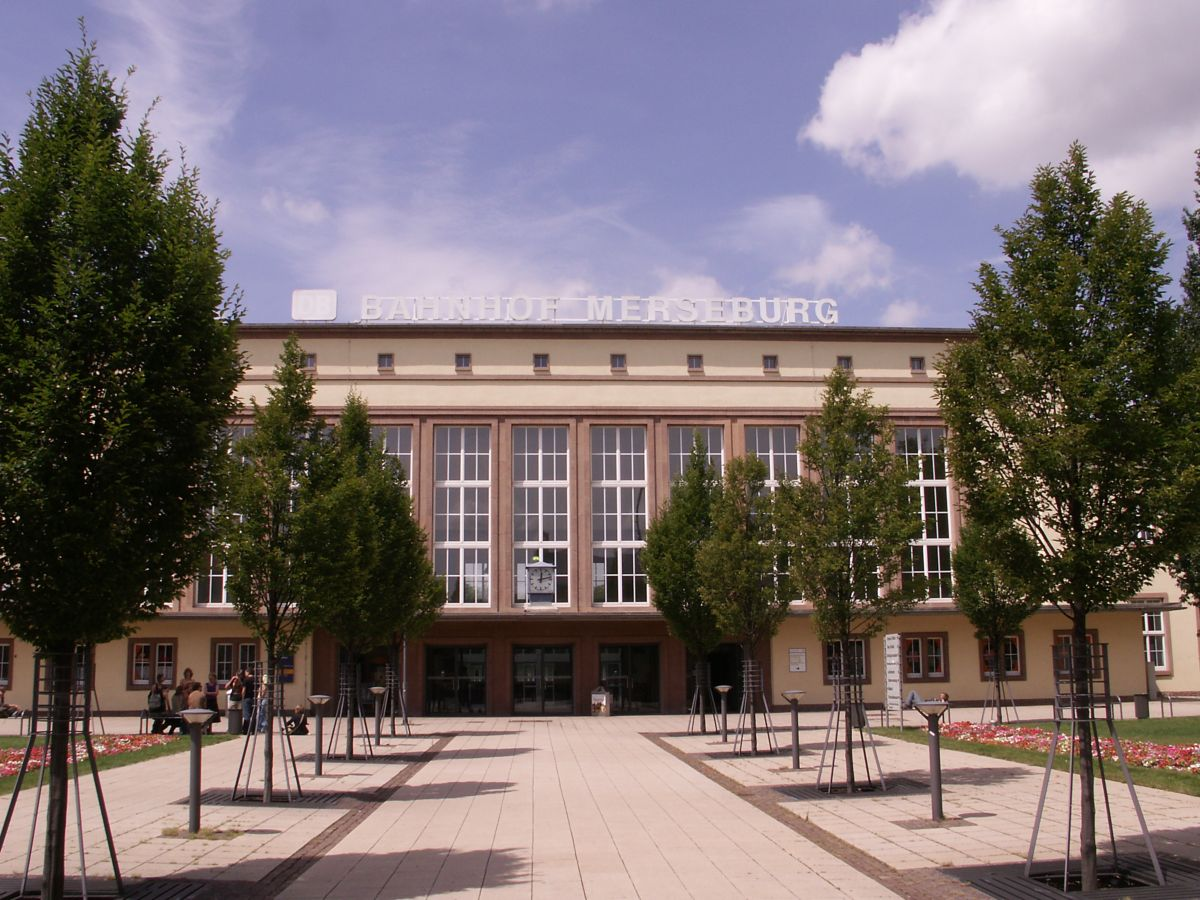
Merseburg Hauptbahnhof

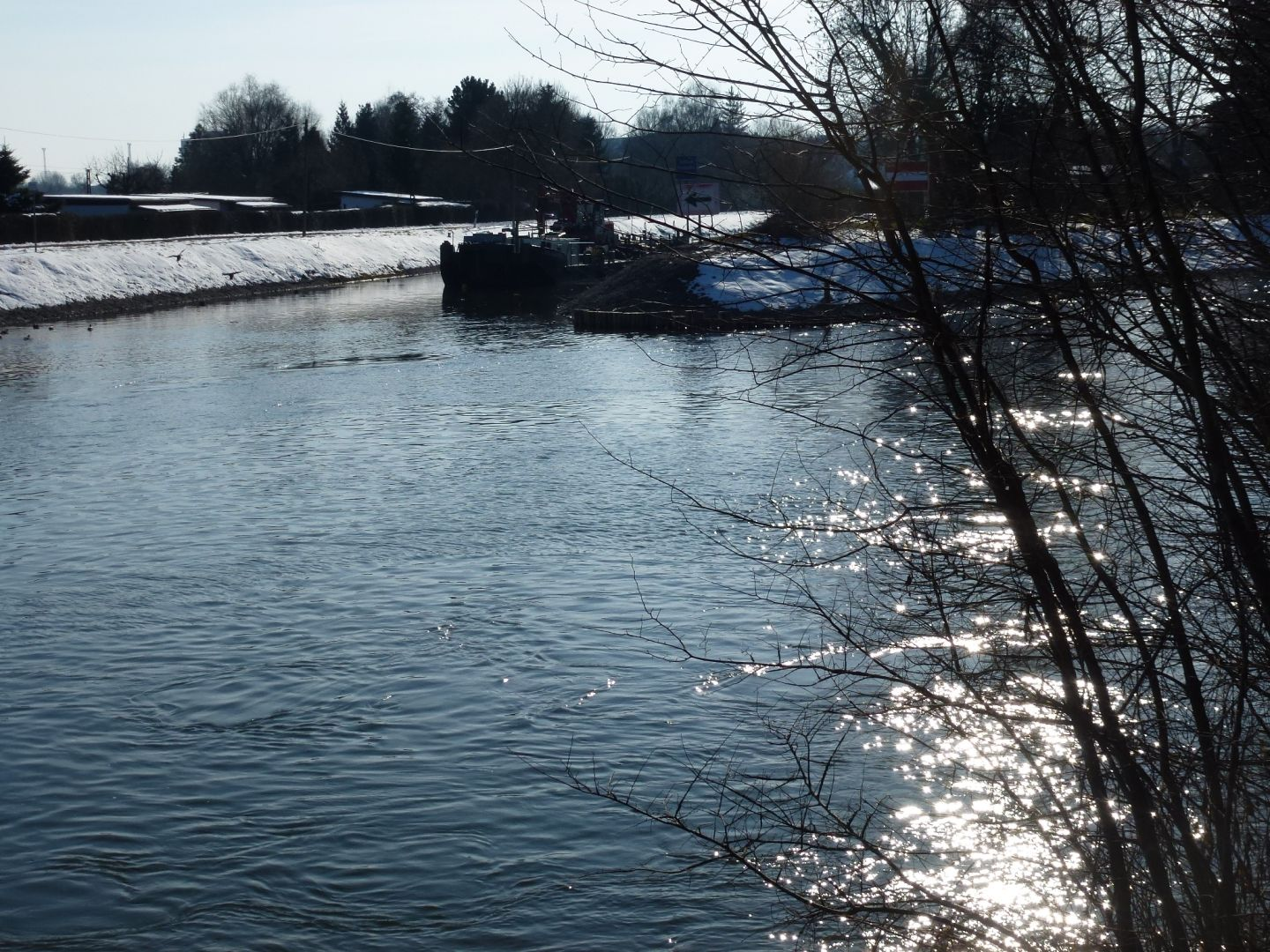
Schleuse Rischmühle

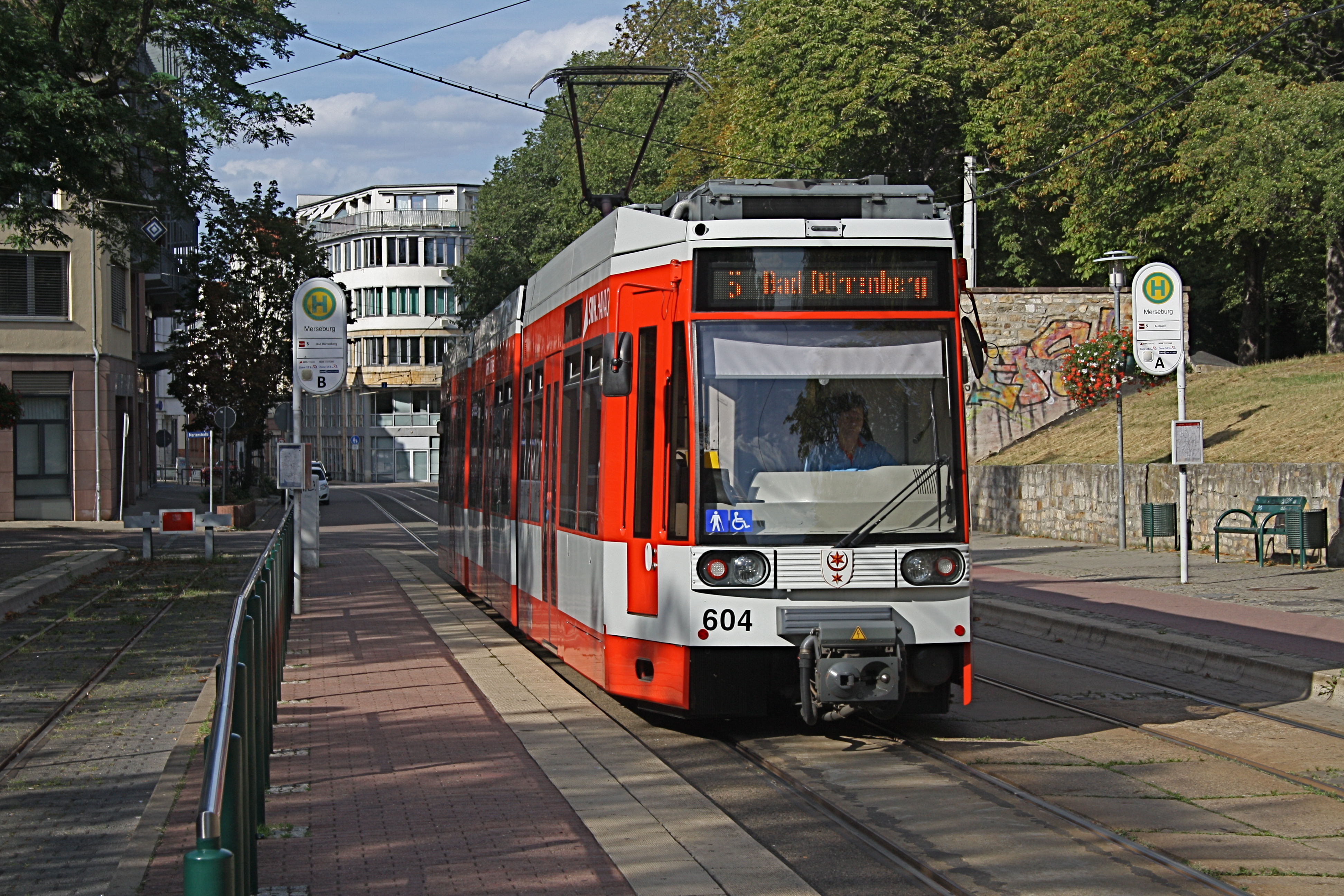
Straßenbahn auf der Überlandlinie 5 in Merseburg

### Eisenbahn
Ein Anschluss an das Eisenbahnnetz besteht seit 1846 durch die Bahnstrecke Halle–Bebra. Bis zum Jahr 2004 war der Bahnhof Merseburg Halt für Interregio-Züge der Linie Frankfurt am Main–Berlin. Bis 1998 gab es eine direkte Zugverbindung nach Leipzig über Leuna und Günthersdorf, später fuhren die Züge bis nach Leipzig-Leutzsch. In den 1960er Jahren erbaute man die Bahnstrecke Merseburg–Halle-Nietleben als eine Eisenbahnverbindung zwischen Merseburg und Halle-Neustadt über die Buna-Werke. Die auf dieser Strecke verkehrende Regionalbahn-Linie RB 81 wurde im Dezember 2007 aufgrund fehlender Fahrgäste eingestellt.
Merseburg wird von der Regionalbahnlinie RB 25 (Halle–Saalfeld), der Regionalexpresslinie RE 16 (Halle–Naumburg, betrieben von Abellio Rail Mitteldeutschland) und der Linie S 11 der S-Bahn Mitteldeutschland (Halle–Merseburg–Querfurt, betrieben von DB Regio Südost) bedient. Die in Merseburg beginnende Linie RB 79 (Merseburg–Schafstädt) wurde zum 14. Dezember 2014 eingestellt.
Ab März 2011 wurde der Eisenbahnknoten Merseburg umfassend modernisiert. Gleis- und Oberleitungsanlagen sowie ein elektronisches Stellwerk wurden neu errichtet. Am Bahnhof wurden die Bahnsteige sowie der Personentunnel grundhaft erneuert. Die weitestgehende Fertigstellung erfolgte 2013. Im Südwesten der Stadt befindet sich der Haltepunkt Merseburg Bergmannsring, der von den Zügen der Linie S 11 bedient wird.

### Straßenbahn
Am 11. April 1913 erfolgte die Gründung der Merseburger Überlandstraßenbahn AG (MÜBAG) zur verkehrlichen Erschließung des Braunkohlengebiets im Geiseltal mit einer Überlandstrecke nach Mücheln. Im Laufe der Jahre wurde die Strecke wegen des sich ausdehnenden Braunkohletagebaus mehrfach um- und zurückgebaut, wodurch sie nur noch zwischen Merseburg-Zentrum und Merseburg-Süd befahren wird. Sie ging 1951 in das Hallesche Straßenbahnnetz über. Merseburg hat auch Anschluss an das Hallesche Straßenbahnnetz mit der Überlandlinie 5 (Straßenbahnstrecke Halle-Ammendorf–Bad Dürrenberg), die als die längste zusammenhängende Straßenbahnlinie Europas gilt. Diese wird von der Halleschen Verkehrs-AG (HAVAG) betrieben.

### Busverkehr
Durch den PlusBus des Landesnetzes Sachsen-Anhalt sowie dem Mitteldeutschen Verkehrsverbund verkehren folgende Verbindungen ab Merseburg:
- Linie 131: Merseburg – Wallendorf – Günthersdorf – Dölzig – Leipzig
- Linie 724: Merseburg – Ammendorf – Döllnitz – Raßnitz – Schkeuditz
- Linie 728: Merseburg – Knapendorf – Bad Lauchstädt – Schafstädt – Querfurt

Stadtbus- und Regionalbuslinien werden von der Personennahverkehrsgesellschaft Merseburg-Querfurt (PNVG) betrieben.

### Straße
Merseburg ist über die Anschlussstelle Leipzig West/Merseburg an die Bundesautobahn 9 (Berlin–München) angebunden. An der Südharzautobahn Bundesautobahn 38 (Göttingen–Halle/Leipzig) stellen die Abfahrten Merseburg-Nord und Merseburg-Süd die Verbindung zur Stadt dar.
Durch Merseburg zieht sich die Bundesstraße 91 Halle–Merseburg–Weißenfels–Zeitz, welche im Bereich Halle–Merseburg als Schnellstraße ausgebaut ist. Weiterhin beginnt hier die Bundesstraße 181 nach Leipzig, welche in Merseburg teilweise vierspurig ausgebaut ist.
Der Flughafen Leipzig/Halle liegt knapp 30 km nordöstlich und ist über die B 181 und A 9 zu erreichen.
Die Schleuse Merseburg-Meuschau und die Rischmühlenschleuse sorgen für die Schiffbarkeit der Saale.

## Medien und Verlage
Vor dem Zweiten Weltkrieg wurde in Merseburg das Merseburger Tageblatt herausgegeben.
In Merseburg gibt es ein Büro der Regionalredaktion Halle/Saalekreis/Merseburg der Mitteldeutschen Zeitung (Neuer Landbote). Zudem ist die Stadt Sitz der Wochenanzeigenblätter Wochenspiegel und Supersonntag sowie zahlreicher Druck- und Werbeunternehmen.
Seit 1997 arbeitet das Merseburger Bürgerfernsehen, der Offene Kanal Merseburg-Querfurt (OKMQ), als einer der sieben Bürgerfernsehsender in Sachsen-Anhalt. Das Verbreitungsgebiet erstreckt sich auf die Kabelnetze in Merseburg, Leuna, Bad Dürrenberg und Günthersdorf. Das Programm des OKMQ wird auch als Livestream im Internet veröffentlicht.

## Öffentliche Einrichtungen

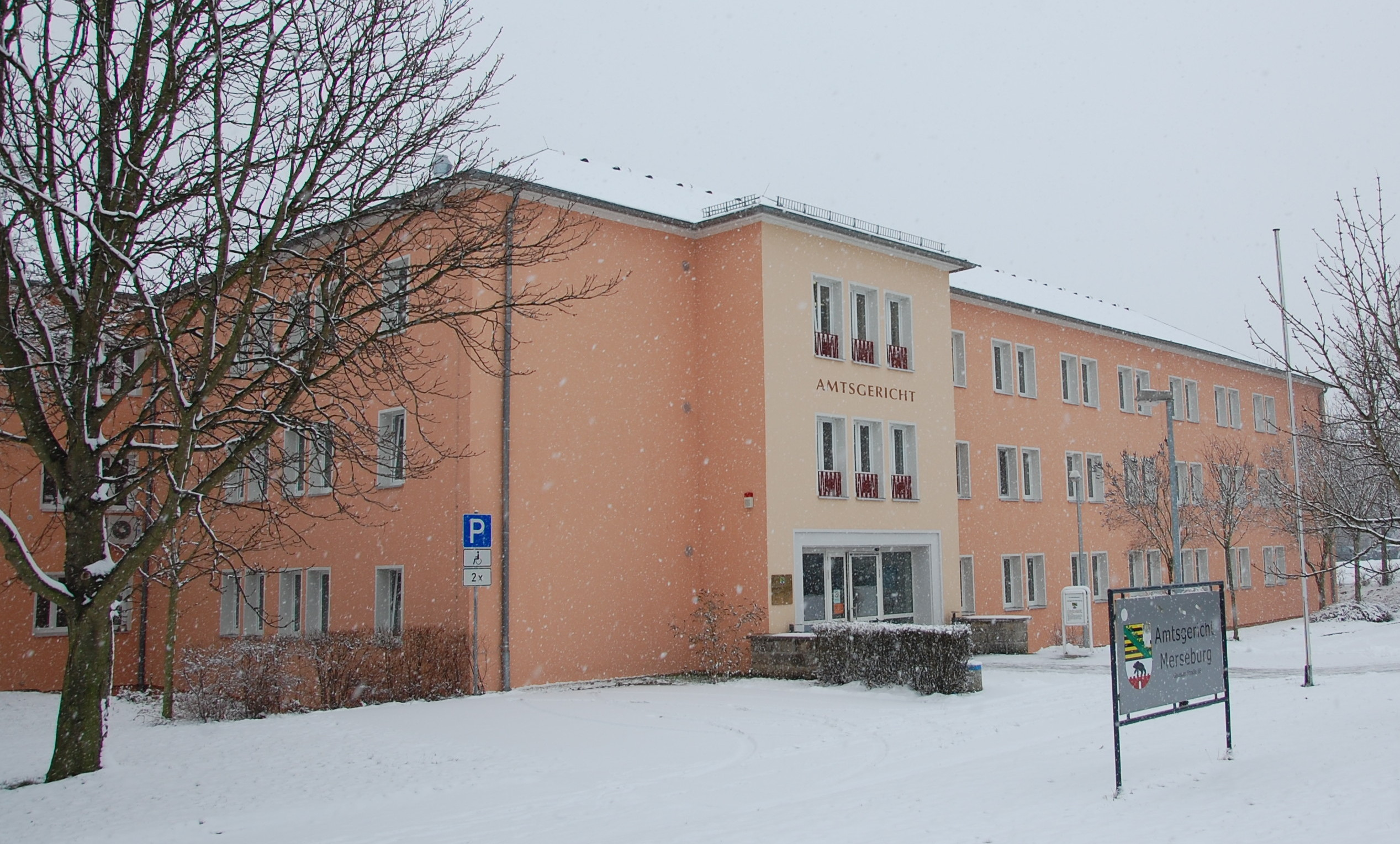
Amtsgericht

Neben dem Verwaltungssitz des Landkreises Saalekreis befinden sich in Merseburg das Amtsgericht Merseburg und ein Polizeirevier.
Die Stadt Merseburg unterhält eine Stadtbibliothek, eine Schwimmhalle und gemeinsam mit dem Landkreis die Rischmühlenhalle für den Vereins- und Breitensport.

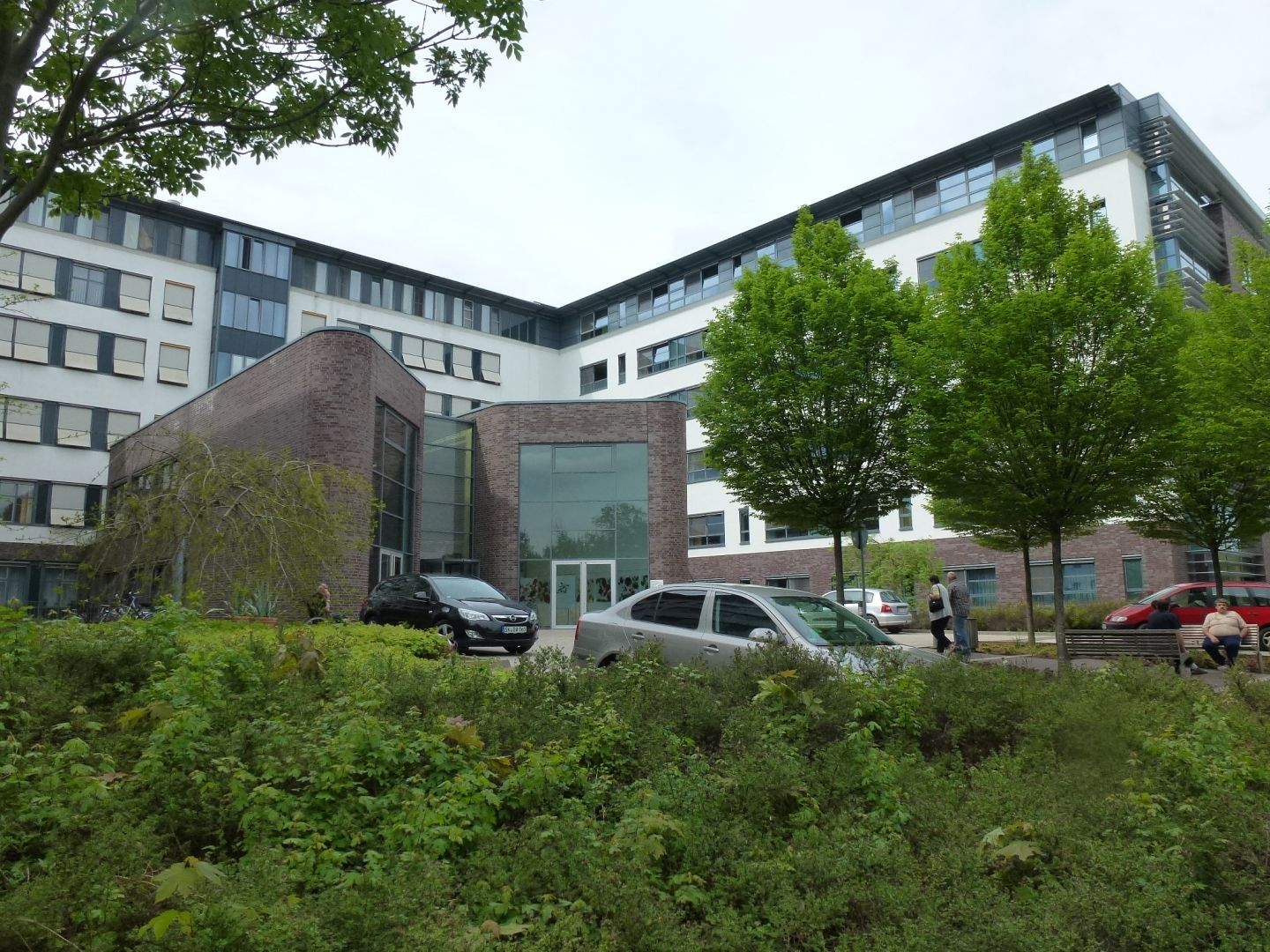
Carl-von-Basedow-Klinikum

Das Carl-von-Basedow-Klinikum ist das einzige Krankenhaus im Saalekreis; es hat ca. 650 Betten. Träger ist der Landkreis. Es dient als akademisches Lehrkrankenhaus der Martin-Luther-Universität Halle-Wittenberg.

## Bildung

### Schulen
Zwei Gymnasien sind in Merseburg ansässig.
Das Ältere von beiden ist das 1575 gegründete Domgymnasium.
Das zweite Gymnasium ist das Herder-Gymnasium.
Ebenso befinden sich im Stadtgebiet zwei Sekundarschulen, darunter die Sekundarschule Johann Wolfgang von Goethe Merseburg. Fünf Grundschulen in staatlicher und eine in freier Trägerschaft (die evangelische Johannesschule) sowie zwei Gesamtschulen sind in Merseburg untergebracht. Darüber hinaus gibt es zwei Sonderschulen, eine im Bereich für geistig Behinderte und eine weitere für Lernbehinderte, sowie eine Kreisvolkshochschule und eine Kreismusikschule.

### Hochschule Merseburg

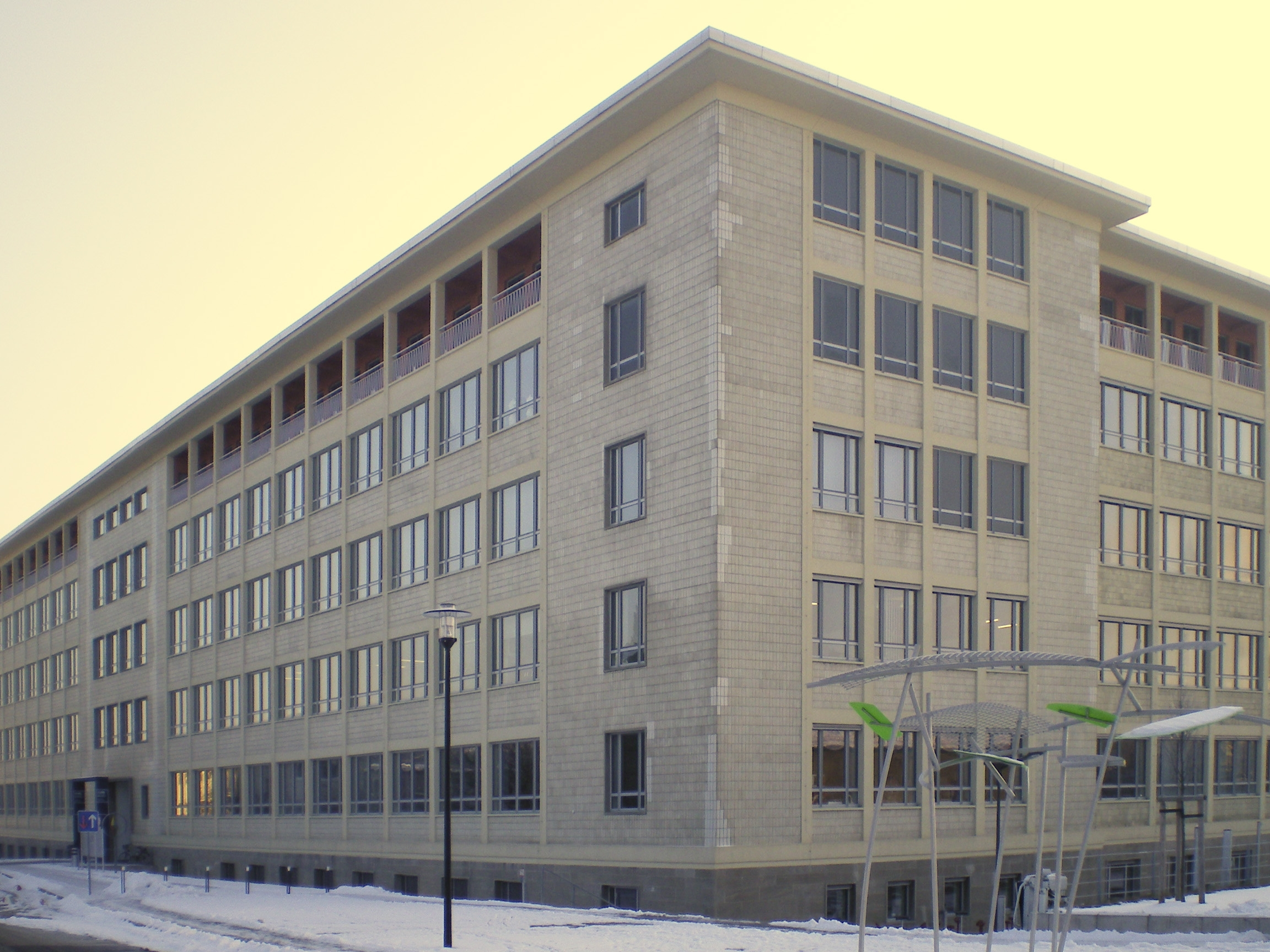
Hochschule Merseburg

Die aus der Technischen Hochschule Leuna-Merseburg hervorgegangene Hochschule Merseburg wurde am 1. April 1992 gegründet. Sie gliedert sich in die Fachbereiche Ingenieur- und Naturwissenschaften, Wirtschaftswissenschaften und Informationswissenschaften und Soziale Arbeit.Medien.Kultur. Es werden zurzeit elf grundständige Bachelorstudiengänge, neun aufbauende Masterstudiengänge und zahlreiche Weiterbildungsprogramme angeboten. An der Hochschule studieren etwa 3000 Studenten.

## Europäisches Romanikzentrum
Am 10. Juli 2006 wurde an der Martin-Luther-Universität Halle-Wittenberg das Europäische Romanik Zentrum als gemeinnütziger Verein zur Erforschung und Vermittlung der europäischen Romanik gegründet. Seit Mai 2008 ist es ein An-Institut der Martin-Luther-Universität mit Sitz in der Südklausur des Merseburger Domes. Das Europäische Romanikzentrum ist eine wissenschaftliche Forschungs- und öffentliche Bildungsstätte, das vorhandene Potentiale und vielfältige Aktivitäten zum Thema Romanik in Sachsen-Anhalt bündelt und überregional wie international vernetzt. Die Absicht ist es, zum einen regionale wie überregionale Arbeiten zur Romanik zu fördern und in Fachtagungen vorzustellen und damit jüngeren Wissenschaftlern aus ganz Europa eine Plattform für ihre Forschungen zu geben. Zum anderen soll das Thema Romanik einer breiteren Öffentlichkeit stärker vermittelt werden.